# Red Bull Racing
Red Bull Racing ist ein im britischen Milton Keynes ansässiger Formel-1-Rennstall, der sich im Besitz des Energydrink-Herstellers Red Bull befindet und mit österreichischer Lizenz antritt. Eigentümer des Teams war bis zu seinem Tod am 22. Oktober 2022 Unternehmensgründer Dietrich Mateschitz.
Red Bull Racing ging Ende 2004 aus dem britischen Team Jaguar Racing hervor. 2010, im sechsten Jahr seines Bestehens, erreichte das Team erstmals sowohl die Konstrukteursweltmeisterschaft als auch durch Sebastian Vettel die Fahrerweltmeisterschaft. Diesen Erfolg konnte das Team 2011, 2012 und 2013 wiederholen, 2021, 2022, 2023 und 2024 gewann das Team mit Max Verstappen vier weitere Fahrerweltmeisterschaften, 2022 und 2023 je eine weitere Konstrukteursweltmeisterschaft. Zu Red Bull gehört außerdem der italienische Formel-1-Rennstall Racing Bulls, der aus dem Minardi-Team hervorgegangen ist und als Red Bulls Juniorteam gilt.
Nach einer mehr als ein Jahrzehnt dauernden Motorenpartnerschaft mit Renault setzte das Team ab der Saison 2019 bis zur Saison 2021 Motoren von Honda ein, die das Schwesterteam Toro Rosso/AlphaTauri bereits seit 2018 nutzte. Seit der Saison 2025 tritt Red Bull mit den Fahrern Max Verstappen und Yuki Tsunoda (zu Beginn der Saison noch Liam Lawson) an.
Die Formel-1-Rennwagen von Red Bull Racing sind durchnummeriert. Die Nummer 17 wurde jedoch nicht für einen Rennwagen vergeben; stattdessen hat der Supersportwagen Red Bull Racing RB17, der im Juli 2024 auf dem Goodwood Festival of Speed vorgestellt wurde und ab 2025 in Serie gebaut werden soll, diese Nummer.

## Geschichte

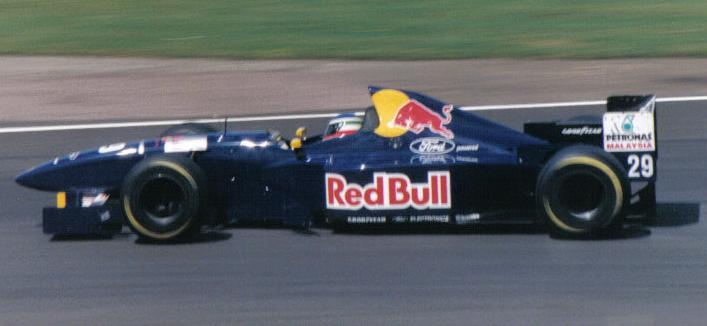
Sauber-Ford C14 mit Red-Bull-Werbung beim Großbritannien-GP 1995

### Red Bull als Sponsor
Red Bull stieg 1995 als Sponsor des Schweizer Sauber-Teams in die Formel 1 ein. Später kaufte sich Red Bull bei Sauber ein und hielt zeitweise die Mehrheit der Anteile. Der Rennstall meldete sich in dieser Zeit unter dem Namen Red Bull Sauber Petronas. Im Jahr 2002 verkaufte Red Bull seine Teamanteile an die Bank Credit Suisse, woraufhin der Rennstall wieder den Namen Sauber Petronas führte. Red Bull war in den folgenden drei Jahren allerdings noch Nebensponsor des Teams. In den Jahren 2001 und 2002 wurde zusätzlich das britische Arrows-Team unterstützt, da es dem von Red Bull geförderten Nachwuchspiloten Enrique Bernoldi ein Einsatzfahrzeug zur Verfügung stellte. 2004 war Red Bull schließlich auch mit der Marke Hangar-7 als Sponsor des Jaguar-Teams aktiv, das den Red-Bull-Junior Christian Klien einsetzte.
Die Unterstützung von Sauber endete mit Ablauf der Saison 2004, da Red Bull ab 2005 mit dem ehemaligen Jaguar-Racing-Team mit einem eigenen Rennstall antrat.

### Eigenes Team

#### 2005

Logo von Red Bull Racing bis 2012

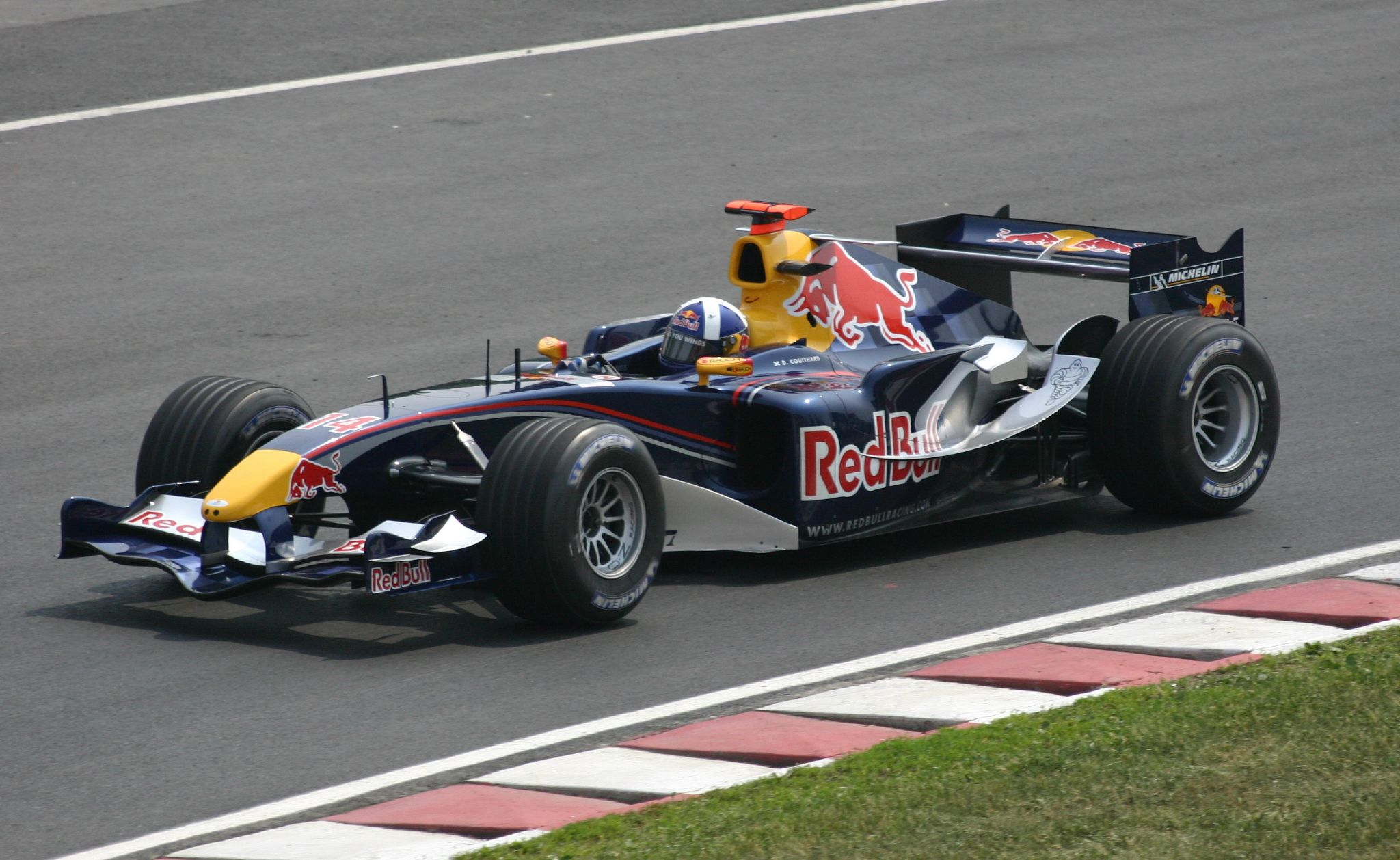
David Coulthard im Red Bull RB1 beim Kanada-GP 2005

Nach der Übernahme von Jaguar Racing durch Red Bull wurde für die Saison 2005 David Coulthard als erster Fahrer verpflichtet. Dieser war vorher bei McLaren-Mercedes entlassen worden. Das zweite Cockpit sollte abwechselnd von Christian Klien und Vitantonio Liuzzi besetzt werden. Der Motorenlieferant in dieser Saison war Cosworth. Das Team fuhr zunächst noch mit britischer Lizenz. Bereits im ersten Rennen konnte Red Bull Racing durch den vierten Platz von David Coulthard und den siebten Platz von Christian Klien Punkte holen. Auch beim zweiten Rennen fuhren beide Fahrer in die Punkteränge. Ab dem vierten Rennen fuhr Vitantonio Liuzzi an der Seite von David Coulthard.
Anlässlich der Premiere von Star Wars: Episode III fuhren die Red-Bull-Wagen beim Rennen in Monte Carlo im Star-Wars-Design und auch die Crew war im Star-Wars-Outfit gekleidet. Im Rennen mussten jedoch, zum ersten Mal in der Saison, beide Fahrer ihre Autos vorzeitig abstellen.
Ab dem Großen Preis von Kanada übernahm Christian Klien für den Rest der Saison das zweite Cockpit. Liuzzi hatte in vier Rennen einen Punkt für das Team einfahren können. Wie alle anderen Michelin-bereiften Teams verzichtete auch Red Bull Racing beim Großen Preis der USA an den Start zu gehen. Es standen zu diesem Zeitpunkt 22 WM-Punkte zu Buche. In jedem Rennen außer dem Monaco-GP fuhr mindestens ein Auto in die Punkte.
In der zweiten Saisonhälfte sammelten Coulthard und Klien weitere zwölf Punkte. Die Fahrer kamen jedoch öfter außerhalb der Punkteränge ins Ziel als in der ersten Saisonhälfte. Insgesamt neunmal mussten die drei Fahrer vorzeitig ein Rennen beenden.
Coulthard kam am Ende der Saison auf 24 WM-Punkte und belegte den 12. Rang in der Fahrerwertung. Klien erzielte neun WM-Punkte und wurde 15. Liuzzi belegte den 23. Rang mit einem WM-Punkt. Das Team kam somit auf 34 Punkte und belegte mit vier Punkten Rückstand auf das BAR-Honda-Team den siebten Rang der Konstrukteurswertung.

#### 2006

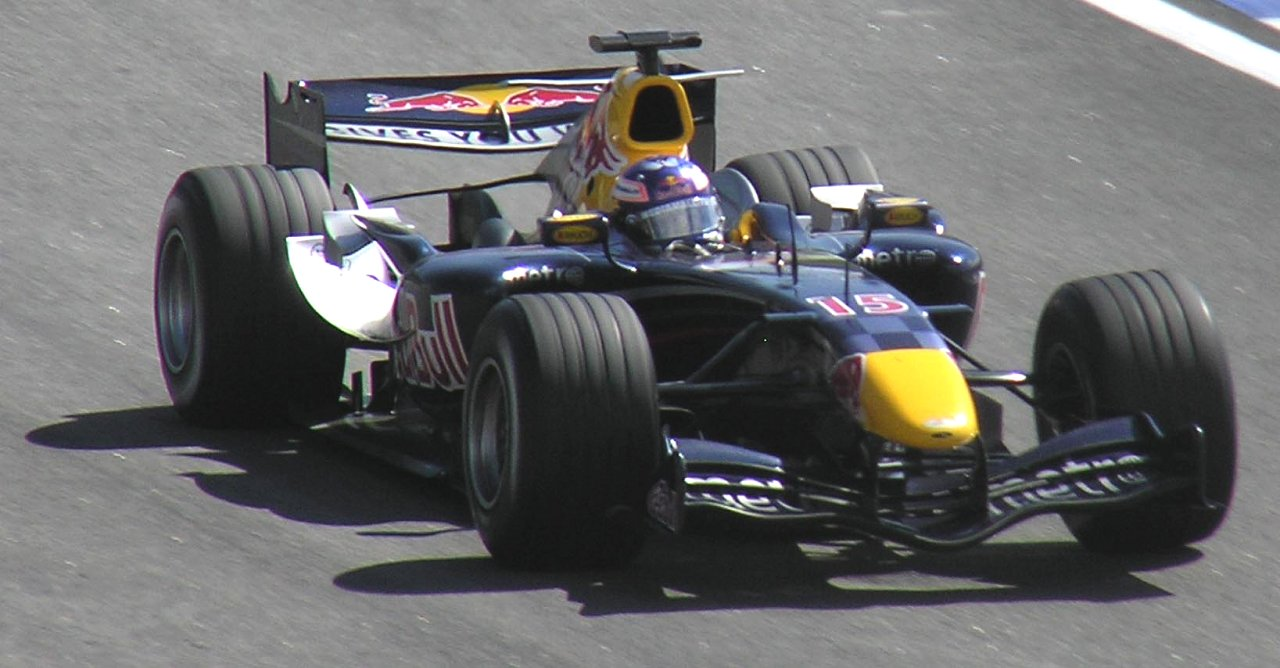
Robert Doornbos im Red Bull RB2 beim Brasilien-GP 2006

Die Fahrerpaarung für die Saison 2006 blieb gegenüber 2005 unverändert. Allerdings wurde Christian Klien Stammfahrer und musste das Cockpit nicht mehr mit einem dritten Fahrer teilen. Außerdem wurden die Motoren nicht mehr von Cosworth, sondern von Ferrari geliefert.
Größter Erfolg der Saison war der dritte Platz von David Coulthard beim Großen Preis von Monaco. Anlässlich der Premiere des Films Superman Returns fuhr das Team mit speziell lackierten Fahrzeugen und die Teammitglieder waren in entsprechendem Outfit gekleidet. Bei der Siegerehrung trug Coulthard ein rotes Superman-Cape.
Am 11. September 2006 entließ RBR Christian Klien, weil er das Angebot ablehnte, in die amerikanische Champ-Car-Serie zu wechseln. Testpilot Robert Doornbos übernahm für die letzten drei Rennen Kliens Cockpit.
Insgesamt mussten die Fahrer zwölf Rennen vorzeitig beenden. David Coulthard sammelte 14 WM-Punkte und wurde 13. in der Fahrermeisterschaft. Klien konnte in 15 Rennen 2 WM-Punkte erzielen und wurde 18. in der Fahrerwertung. Doornbos konnte keine weiteren Punkte für Red Bull einfahren, sah jedoch bei allen drei Rennen die Zielflagge. Das Team erzielte somit 16 Punkte und wurde erneut Siebter in der Konstrukteurswertung.

#### 2007

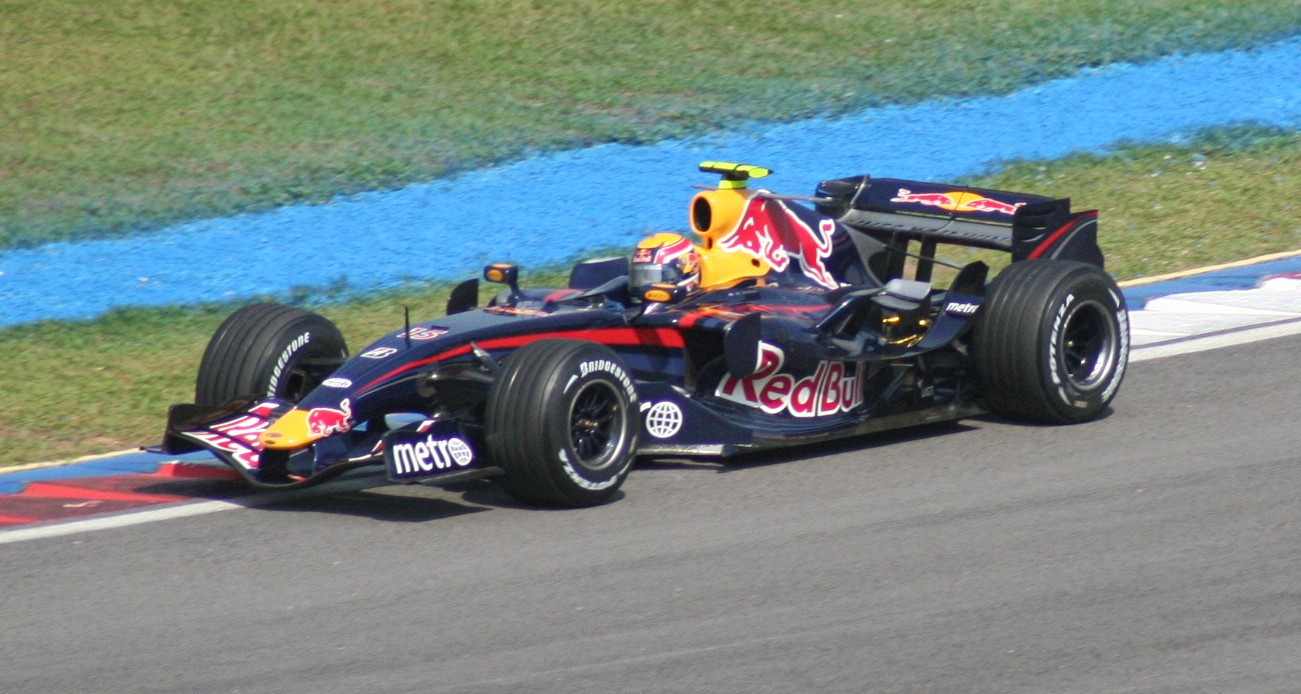
Mark Webber im Red Bull RB3 beim Malaysia-GP 2007

Das zweite Cockpit des Teams wurde für die Saison 2007 an Mark Webber vergeben, dessen Vertrag bei Williams ausgelaufen war. Das Team wechselte erneut den Motorenlieferanten – von Ferrari zu Renault. Der geschätzte Jahresetat belief sich auf 140 Mio. US-Dollar. Von nun an fuhr das Team unter österreichischer und nicht mehr unter britischer Lizenz.
Mit den Renault-Motoren und einem von Adrian Newey konstruierten Chassis startete das Team in die Saison 2007. Die ersten Punkte für das Team holte David Coulthard beim Spanien-Grand-Prix, wo er Fünfter wurde. Das Team fand sich nun auf dem siebten Platz der Konstrukteursmeisterschaft wieder; mit einem Punkt Rückstand auf Toyota und Williams.
Nach weiteren zwei Rennen konnte auch Webber durch den siebten Platz beim USA-GP seine ersten Punkte für Red Bull sammeln. Die am Anfang noch erfolglose Saison fand ihren Wendepunkt bei Europa-GP. Beim Regenrennen auf dem Nürburgring belegte Mark Webber den dritten Platz und konnte somit den zweiten Podiumsplatz für das Red Bull Team erzielen. David Coulthard fuhr vom 20. Startplatz auf Platz fünf. Die zehn erzielten WM-Punkte waren das bis dahin beste Resultat für das Team.
In den letzten sieben Rennen der Saison konnten weitere acht Punkte eingefahren werden. Trotzdem mussten Coulthard und Webber ihre Autos fünfmal vorzeitig abstellen.
Schmerzlich für das Team war vor allem der Ausfall von Webber beim Großen Preis von Japan. Durch ein Missverständnis mit Lewis Hamilton während der zweiten Safety-Car-Phase bremste Webber hart ab, um den langsam fahrenden Hamilton nicht zu überholen. Dieses Manöver wurde jedoch von Sebastian Vettel übersehen, der in das Heck des Red Bulls fuhr. Beide Fahrer mussten aufgeben. Webber lag zu diesem Zeitpunkt an zweiter Position und hatte gute Chancen aufs Podium zu fahren, genauso wie Vettel, der an dritter Position lag.
Beim China-GP erzielte Coulthard mit einem achten Platz den letzten Punkt in dieser Saison. Probleme bereitete vor allem das neue Schnellschaltgetriebe, das oft seinen Dienst versagte. Somit wurden in der Saison 2007 24 Punkte erzielt und das Team kletterte – begünstigt auch durch die Disqualifikation des McLaren-Teams – auf den fünften Rang der Konstrukteurswertung.

#### 2008

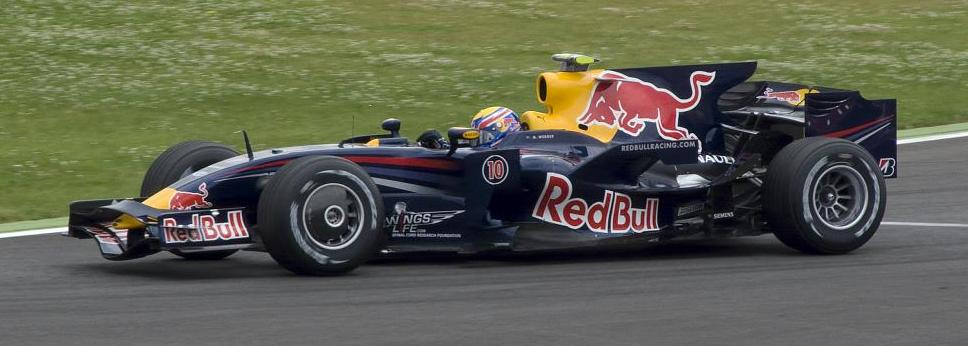
Mark Webber im Red Bull RB4 beim Frankreich-GP 2008

In der Saison 2008 traten erneut David Coulthard und Mark Webber für das Team an, deren Verträge bereits im Sommer der Vorsaison verlängert worden waren. Ihre Fahrzeuge wurden auch weiterhin von Renault-Motoren angetrieben. Das neue Auto mit der Bezeichnung RB4 wurde am 16. Januar 2008 bei Testfahrten in Jerez, Spanien, vorgestellt. Für Aufsehen sorgte eine auffällige Flügelkonstruktion auf der Motorabdeckung, die an eine Haifischflosse erinnerte. Diese neuartige Konstruktion wurde später von mehreren anderen Teams übernommen.
Nach sieben Rennen hatte das Team 21 WM-Punkte eingefahren. David Coulthard konnte beim Kanada-GP mit Rang drei einen Podestplatz für Red Bull erzielen, nachdem er in den ersten Rennen nicht in die Punkte gefahren war. Teamkollege Webber hatte nach fünf Platzierungen in den Punkten in Folge bereits mehr Punkte erzielt, als in der gesamten vergangenen Saison und hatte gleichzeitig seinen besten Saisonstart seit 2005 mit Williams-BMW. Das Team stand nun auf dem vierten Platz der Konstrukteurswertung, was auch auf die bis dahin gute Zuverlässigkeit des RB4 zurückzuführen war.
Nach dem sechsten Platz von Mark Webber beim Frankreich-GP folgten vier Rennen ohne Punkterfolg, ehe Mark Webber, begünstigt durch die Bestrafung eines Konkurrenten, einen Punkt beim Großen Preis von Belgien holte. Da David Coulthard jedoch seit seiner Podiumsplatzierung in Kanada keine weiteren Punkte erzielen konnte und auch Webber erfolglos blieb, fiel das Team bis auf den sechsten Rang der Konstrukteure zurück. Beim Großen Preis von Italien holte Webber einen weiteren Punkt, nachdem er von Position drei gestartet war. Dem folgten mit einem siebten Platz durch Coulthard und einem achten Platz durch Webber die letzten Zielankünfte in den Punkterängen. Das Team stand damit in der Endabrechnung hinter dem Schwesterteam Toro Rosso auf dem siebten Platz der Konstrukteurs-WM.

#### 2009

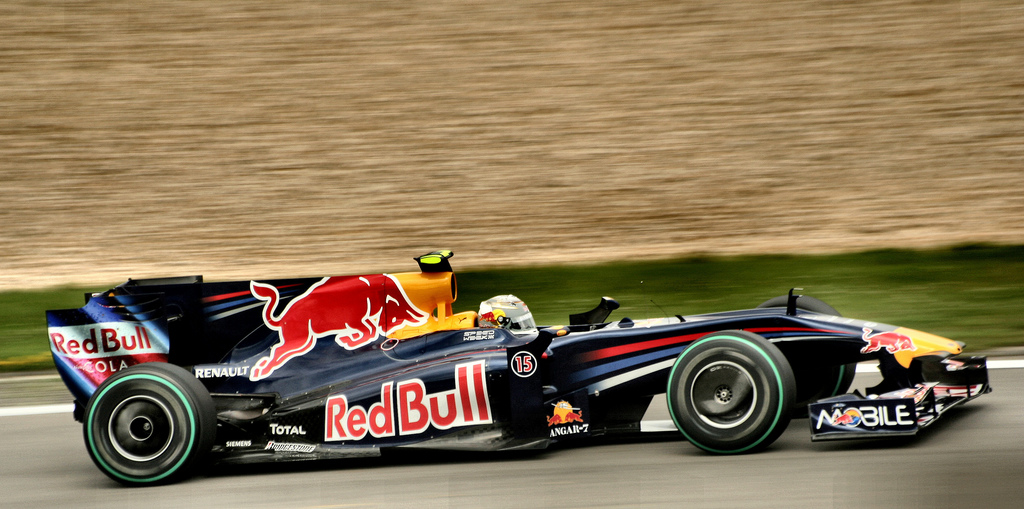
Sebastian Vettel im Red Bull RB5 beim Deutschland-GP 2009

Für die Saison 2009 wurde neben Mark Webber anstelle von David Coulthard, der im Vorjahr seinen Rücktritt angekündigt hatte, der Deutsche Sebastian Vettel verpflichtet, der die vorherige Saison im Schwesterteam Toro Rosso bestritten hatte. Zum Großen Preis von China fuhr Vettel die erste Pole-Position in der Geschichte des Rennstalls heraus und holte beim Rennen den ersten Sieg für Red Bull Racing, der durch Mark Webbers zweiten Platz ein Doppelsieg wurde.
Der Veranstalter leistete sich bei der Siegerehrung einen Fauxpas, in dem die britische Hymne anstatt der österreichischen für das siegreiche Team gespielt wurde, obwohl RBR seit 2006 mit österreichischer Lizenz antritt. Beim Großen Preis von Spanien löste der Neuseeländer Brendon Hartley nach dem Erhalt seiner Superlizenz Coulthard als offiziellen Ersatzfahrer ab. Zum Großen Preis der Türkei erreichte Vettel die zweite Pole-Position des Teams. Auch beim Großen Preis von Großbritannien erreichte Vettel die Pole-Position, einen Tag später gewann der Deutsche das Rennen und Webber sicherte mit Platz zwei erneut einen Doppelsieg für Red Bull. Beim Großen Preis von Deutschland, bei dem Webber die erste Pole-Position und den ersten Sieg seiner Karriere herausfuhr, war Jaime Alguersuari als Ersatzfahrer für das Team tätig.

#### 2010

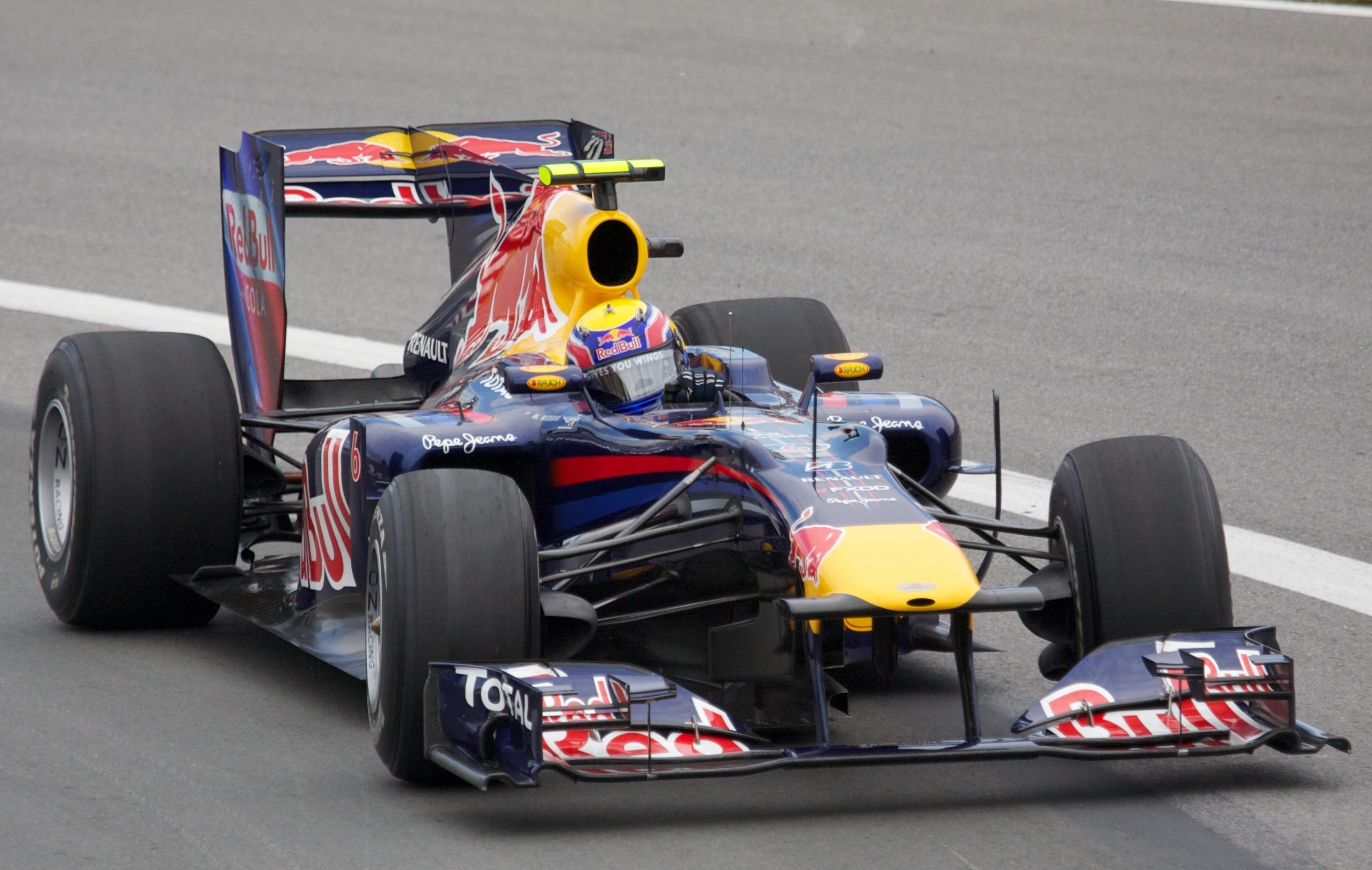
Mark Webber im Red Bull RB6 beim Kanada-GP 2010

In der Saison 2010 hielt Red Bull Racing an seinem bestehenden Fahrerduo Vettel und Webber fest. Im Januar benannte das Team zudem die Ersatz- und Testpiloten für die neue Saison. Brendon Hartley, der diese Aufgabe zum Teil bereits im Vorjahr ausgeübt hatte, und Daniel Ricciardo, amtierender Meister der britischen Formel-3-Meisterschaft, wechselten sich von Rennen zu Rennen als Ersatzfahrer ab. Zusätzlich nahmen beide diese Position auch beim Schwesterteam Toro Rosso ein.
In den ersten sieben Qualifikationen der Saison erreichte Red Bull jeweils die Pole-Position, dabei wurde dreimal auch der zweite Startplatz erreicht. Auch in den Rennen zeigte sich, dass Red Bull konkurrenzfähig war. In Bahrain führte Vettel zunächst, jedoch nahm ihm eine defekte Zündkerze die Chancen auf einen Sieg. In Australien, wieder in Führung liegend, rutschte er aufgrund eines Problems mit der Radmutter am vorderen linken Rad ins Kiesbett und musste das Rennen aufgeben. In Malaysia konnte Red Bull einen Doppelsieg mit Vettel vor Webber feiern. In China gab es in der Qualifikation wieder eine Doppelführung, im Rennen führte eine ungünstige Strategie beim mehrmaligen Hin- und Herwechseln zwischen Slicks und Intermediates nur zu Platz sechs bei Vettel und Platz acht bei Webber.
In Spanien dominierte Red Bull das Qualifying. Webber auf Platz eins und Vettel auf der zweiten Position waren 0,8 beziehungsweise 0,7 Sekunden vor dem drittplatzierten Lewis Hamilton. Webber gewann das Rennen, während Vettel trotz Bremsproblemen Platz drei erreichte. In Monaco feierte Red Bull erneut einen Doppelsieg. Diesmal gewann Webber vor Vettel, und erstmals in der Geschichte des Teams übernahm mit Webber ein Red Bull Pilot die Führung in der Fahrerweltmeisterschaft. In der Türkei schied Vettel nach einer Kollision mit seinem Teamkollegen aus, Webber fiel im Rennen vom ersten Platz auf den dritten Platz zurück, behielt aber die Führung in der Weltmeisterschaft.
Das Rennen in Kanada verlief chaotisch, und zum ersten Mal in der Saison 2010 stand kein Red Bull auf der Pole-Position, sondern der McLaren von Hamilton, der die langen Geraden zu seinem Vorteil nutzen konnte. Vettel und Webber belegten nach einem chaotischen Rennen die Plätze vier beziehungsweise fünf, Webber musste die Weltmeisterschaftsführung an Hamilton abgeben.
Beim Großen Preis von Europa in Valencia stand Vettel auf der Pole-Position vor Webber. Der Australier hatte jedoch einen schlechten Start und fiel nach einem schlechten Boxenstopp von Position zwei auf Position zwanzig zurück. Als er den Lotus von Heikki Kovalainen überholen wollte, überschätzte er den Bremspunkt des anderen, fuhr auf und hob in die Luft ab. Er wurde jedoch nicht verletzt und stieg aus eigener Kraft aus dem Rest seines Boliden. Sein Teamkollege Vettel konnte einen sicheren Sieg feiern.
In Silverstone gab es eine teaminterne Streitigkeit, da Vettel den letzten verbliebenen Frontflügel bekam und Webber dies nicht akzeptieren wollte und sich ungerecht behandelt fühlte. Beim Start zum Großen Preis von Großbritannien zog Webber an Vettel vorbei und ließ diesem keinen Platz, um sich gegen Hamilton zu wehren. Dieser berührte ihn mit dem Frontflügel, der den Hinterreifen aufschlitzte. Vettel fiel dadurch auf den letzten Rang zurück. Webber konnte einen Sieg für Red Bull einfahren und Vettel wurde nach einer Aufholjagd noch Siebter.
Beim Qualifying für den Großen Preis von Deutschland am Hockenheimring konnte sich Vettel mit zwei tausendstel Sekunden Vorsprung vor Alonso die Pole-Position sichern. Das Rennen verlor er jedoch bereits am Start, da er ein Problem mit dem Getriebe hatte. Er wurde Dritter, während Webber ein unspektakuläres Rennen fuhr und Sechster wurde. Das Rennen wurde durch eine offensichtlich ausgeführte Stallorder von Ferrari überschattet. Die FIA sprach eine Geldstrafe für das Team in Höhe von hunderttausend US-Dollar aus.
In Ungarn dominierte Vettel zunächst das Rennen, bis das Safety Car auf die Strecke fuhr und Vettel nach seinem Boxenstopp zu viel Abstand zu seinem Vordermann Webber ließ. Vettel bekam infolgedessen eine Durchfahrtsstrafe, derentwegen er auf den dritten Rang hinter Alonso und Webber zurückfiel. Webber gewann das Rennen vor Alonso und Vettel, der die schnellste Rennrunde fuhr, und überholte Hamilton in der Fahrerweltmeisterschaft.
Es folgten die Großen Preise von Belgien mit Platz zwei für Webber und Platz 15 für Vettel sowie von Italien mit Platz vier für Vettel und Platz sechs für Webber, der für ein Rennen die Führung an Hamilton verloren hatte. Beim Großen Preis von Singapur fuhren wieder beide Fahrer auf Podestplätze. Vettel wurde Zweiter, Webber Dritter. In Japan erzielte Red Bull mit Vettel vor Webber den dritten Doppelsieg der Saison.
Nach einem Doppelausfall beim Großen Preis von Korea, den Alonso gewann und damit Webber als Führenden der Weltmeisterschaftswertung ablöste, begannen Diskussionen, ob für die letzten beiden Rennen nicht eine Stallorder zielführend wäre, um den besser platzierten Webber wieder an Alonso vorbeizuführen, was aber von Red Bull stets strikt abgelehnt wurde, zumal auch Vettel noch rechnerisch eine Chance hatte.
Bereits ein Rennen vor Saisonende, beim Großen Preis von Brasilien, sicherte sich Red Bull-Renault mit dem vierten Doppelsieg der Saison, bei dem Vettel zum dritten Mal vor Webber ins Ziel kam, vorzeitig den Konstrukteursweltmeistertitel. Es war der erste Titelgewinn in der Geschichte des Teams. Mit einem Sieg im abschließenden Rennen in Abu Dhabi konnte sich Vettel den Sieg in der Fahrerweltmeisterschaft 2010 sichern, da der zuvor in der Fahrerwertung führende Alonso wegen einer schlechten Boxenstopp-Strategie von Ferrari nur auf Platz sieben ins Ziel kam. Teamkollege Webber beendete das Rennen auf Platz acht und die Fahrerwertung auf dem dritten Platz hinter Alonso.

#### 2011

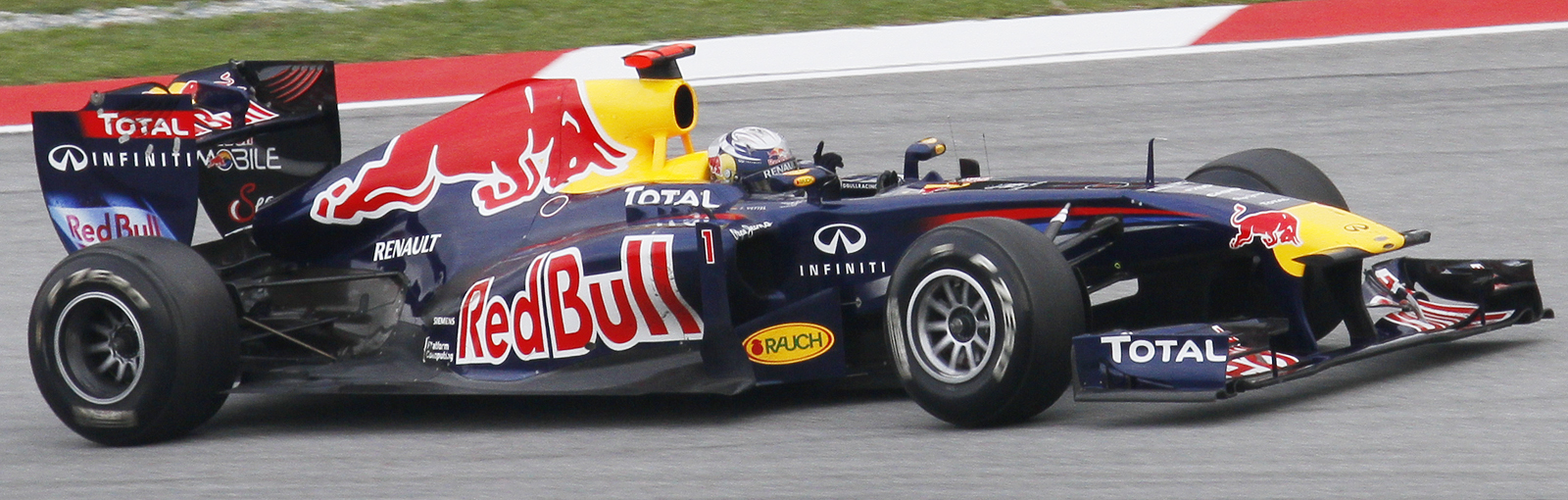
Sebastian Vettel im Red Bull RB7 beim Großen Preis von Malaysia 2011

Mit dem Fahrerduo Vettel und Webber bestritt Red Bull die Saison 2011 mit dem RB7. Ricciardo blieb Test- und Ersatzpilot und kam im Verlauf der Saison bei HRT zu Renneinsätzen.
Das Red-Bull-Team dominierte die Saison. Insgesamt erreichten die beiden Piloten 18 Pole-Positions, zwölf Siege und 27 Podiumsplatzierungen. Während Vettel nach jedem Rennen der Führende der Fahrerwertung war, führte Red Bull die Konstrukteursweltmeisterschaft durchgängig an. Sowohl Vettel als auch Red Bull entschieden ihre Weltmeisterschaft vorzeitig für sich. Webber gewann mit sechs schnellsten Runden den DHL Fastest Lap Award.
Im Dezember 2011 gab das Team seinen Ausstieg aus der Formula One Teams Association bekannt.

#### 2012

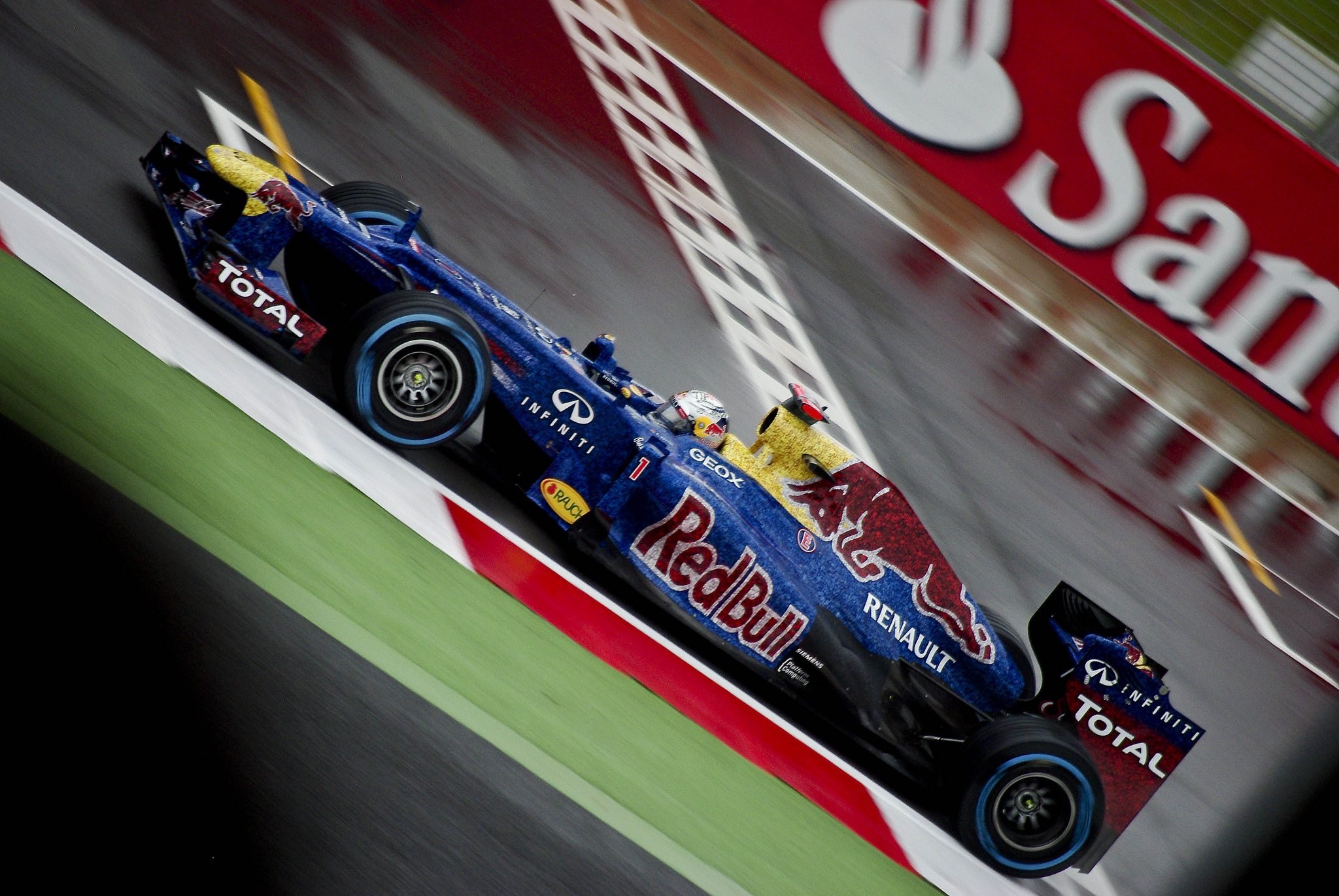
Sebastian Vettel im Red Bull RB8 beim Großen Preis von Großbritannien 2012

Auch 2012 behielt Red Bull die Fahrerpaarung Vettel-Webber bei. Webber erhielt einen Ein-Jahres-Vertrag, der zum Saisonende für das kommende Jahr verlängert wurde. Das Team setzte den Red Bull RB8 ein, der wiederum unter der Leitung von Adrian Newey konstruiert worden war.
In den ersten sieben Rennen der Saison gab es sieben verschiedene Sieger. Bis zum Großen Preis von Italien im September 2012 gewann Vettel lediglich ein Rennen, nämlich den Großen Preis von Bahrain. In dieser Zeit lag er in der Zwischenwertung der Fahrerweltmeisterschaft um bis zu 40 Punkte hinter dem Ferrari-Piloten Fernando Alonso zurück. Danach setzte eine Siegesserie ein. Beginnend mit dem Großen Preis von Singapur, gewann Vettel vier Rennen in Folge. Nach dem Großen Preis von Korea übernahm Vettel die Führung in der Fahrerweltmeisterschaft.
Vor dem letzten Rennen des Jahres in Brasilien betrug sein Vorsprung auf Alonso 13 Punkte; beide Fahrer konnten in diesem Rennen noch die Weltmeisterschaft für sich entscheiden. In dem Rennen, das Niki Lauda für das spannendste Rennen hielt, das er je gesehen habe, setzte Vettel sich gegen Alonso durch. Er gewann die dritte Weltmeisterschaft in Folge und wurde zum jüngsten dreifachen Weltmeister der Formel-1-Geschichte. Auf dem Autódromo José Carlos Pace qualifizierte sich Vettel für Startplatz vier, Alonso für Startplatz acht. Nachdem er im Rennen infolge einer Kollision mit dem Williams-Piloten Bruno Senna auf den letzten Platz zurückgefallen war, lief Vettel letztlich als Sechster ins Ziel, während Alonso Zweiter wurde. Vettels Vorsprung auf Alonso belief sich in der Gesamtwertung auf drei Punkte. Nach dem Rennen kam es zu einer Kontroverse über einen Überholvorgang Vettels, dem vorgeworfen wurde, unter gelber Flagge an Jean-Éric Vergne vorbeigegangen zu sein. Es folgten Spekulationen über einen Verlust des Weltmeistertitels. Die FIA bestätigte allerdings am 29. November 2012 die Regelkonformität des Überholvorgangs.
Mark Webber gewann zwei Rennen und wurde jeweils einmal Zweiter und Dritter. Er schloss die Fahrerweltmeisterschaft 2012 auf Platz sechs ab. Red Bull gewann 2012 die Konstrukteurswertung mit 460 Punkten. Der Vorsprung auf die zweitplatzierte Scuderia Ferrari betrug 60 Punkte.

#### 2013

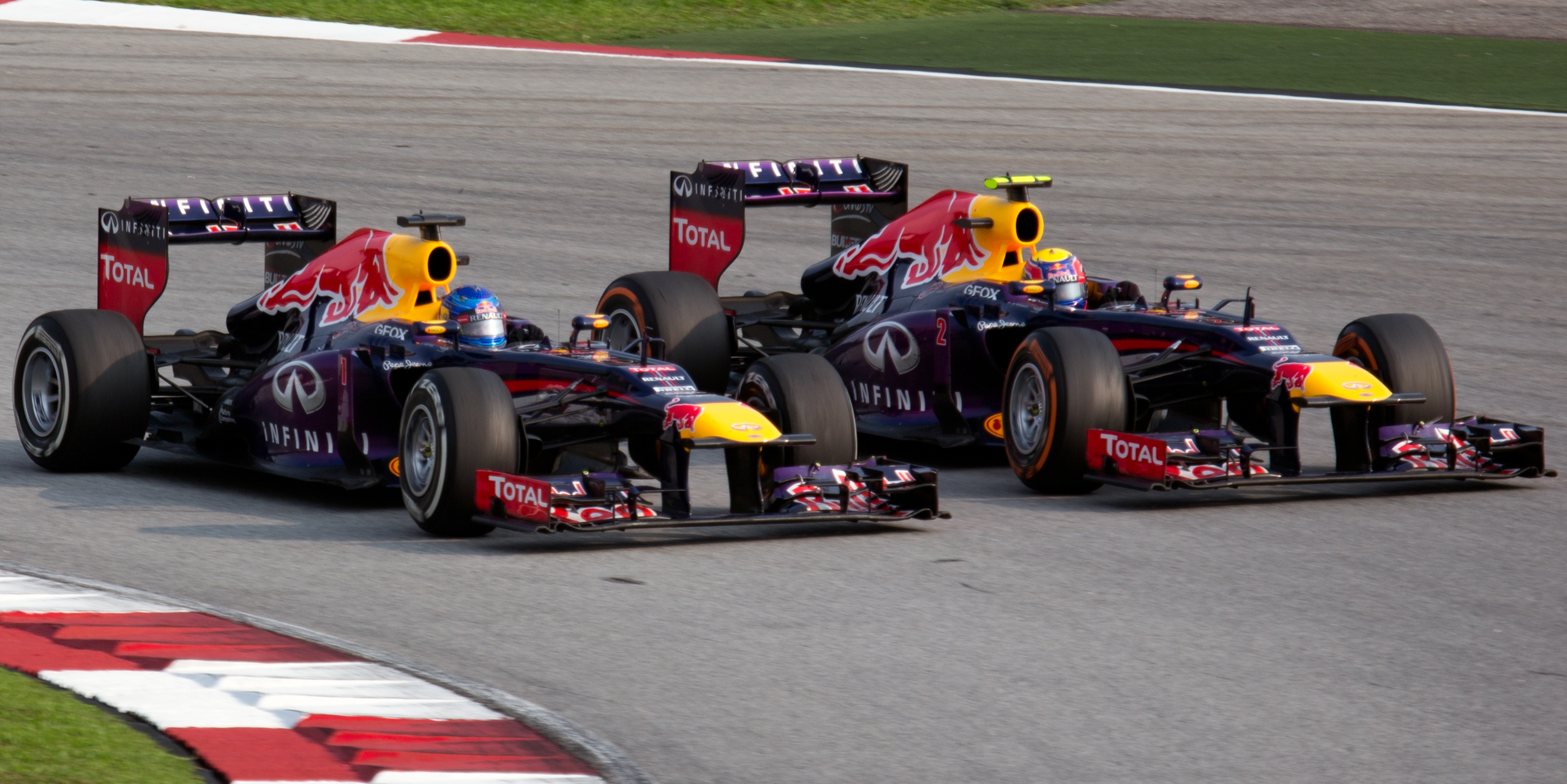
Vielfach kritisiertes Manöver: Vettel überholt Webber beim Großen Preis von Malaysia 2013, Red Bull RB9

In der Formel-1-Weltmeisterschaft 2013 tritt das Team unter der Bezeichnung Infiniti Red Bull Racing an. Titelsponsor des Rennstalls ist die zur Renault-Nissan-Allianz gehörende japanische Automobilmarke Infiniti. Einsatzfahrzeug ist der Red Bull RB9, den Motor liefert weiterhin Renault. Fahrer sind zum fünften Mal in Folge Sebastian Vettel und Mark Webber.
Vettel gewann drei der ersten sieben Rennen des Jahres, nach dem Großen Preis von Kanada liegt er mit 132 Punkten vor Fernando Alonso auf Platz eins der Zwischenwertung.
Beim Großen Preis von Malaysia kam es zu einem Zwischenfall zwischen Vettel und Webber. In der 44. von 56 Runden lag Webber nach einem Boxenstopp einen Platz vor Vettel. Die Teamleitung entschied sich in dieser späten Phase des Rennens dazu, die Positionen zu halten, Tempo herauszunehmen und materialschonend ins Ziel zu fahren. Bis zu diesem Zeitpunkt gab es keine Teamorder an die Fahrer. Während sich Webber an die Vorgaben des Rennstalls hielt, missachtete Vettel die Anweisung zunächst und setzte Webber unter Druck. In der 46. Runde setzte sich Vettel, der eine schmale Lücke zwischen Boxenmauer und Webbers Fahrlinie ausnutzte, gegen seinen Teamkollegen durch und fuhr einen Vorsprung auf Webber heraus. Vettel wurde umgehend am Boxenfunk für sein Überholmanöver vom Teamchef Christian Horner kritisiert, der die Aktion als „dumm“ bezeichnete. Der Vorgang führte zu einem Zerwürfnis beider Red-Bull-Piloten.
Vettel gewann nach der Sommerpause alle noch folgenden neun Rennen und wurde vorzeitig zum vierten Mal Formel-1-Weltmeister. Red Bull gewann ebenfalls vorzeitig die Konstrukteursweltmeisterschaft.

#### 2014

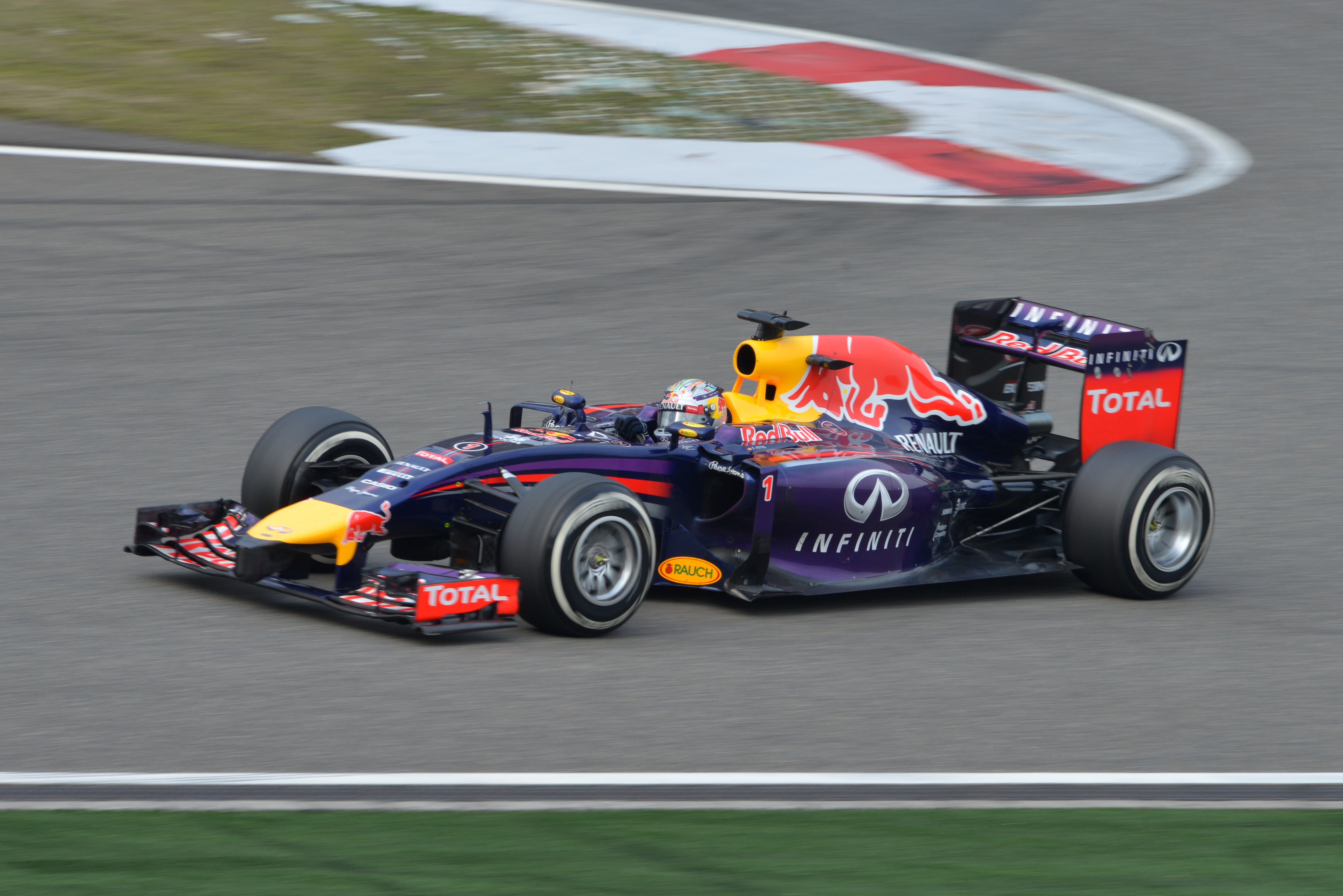
Sebastian Vettel im Red Bull RB10 beim Großen Preis von China 2014

2014 verwendete Red Bull den Renault-Turbomotor Energy F1 2014.
Das Team war dieses Jahr nicht in der Lage, beim Kampf um den Titel mitzuhalten, trotzdem gewann der neue Fahrer Daniel Ricciardo dreimal und das Team wurde immerhin noch Zweiter der Konstrukteurswertung.

#### 2015

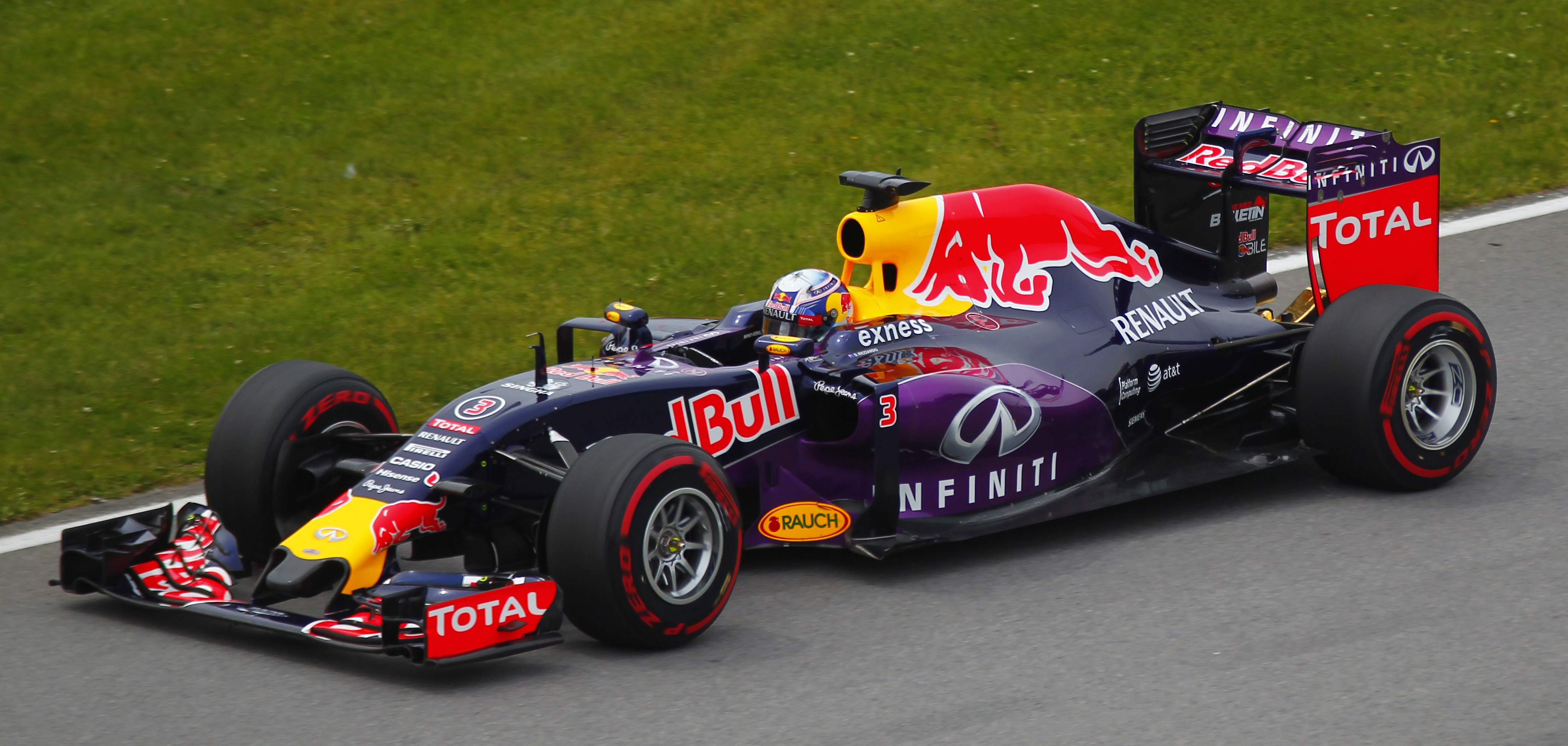
Daniel Ricciardo im Red Bull RB11 beim Großen Preis von Kanada 2015

Mit Ablauf der Saison 2014 verließ Vettel das Red-Bull-Team; er wechselte zu Ferrari. Sein Cockpit übernahm Daniil Kwjat, der 2015 an der Seite von Daniel Ricciardo fährt. In technischer Hinsicht veränderte sich nichts. Red Bull setzte die Verbindung zum Motorenlieferanten Renault fort.
Im Laufe der Saison 2015 geriet Red Bull in eine Krise. In den ersten neun Rennen des Jahres konnte kein Fahrer eine Podiumsposition belegen. Das beste Ergebnis der ersten Saisonhälfte war Kwjats vierter Platz in Monaco. Red Bull fiel in der Konstrukteurswertung hinter Ferrari und Williams zurück, zeitweise auch hinter Force India. Beim Großen Preis von Ungarn standen beide Red-Bull-Piloten erstmals in dieser Saison auf dem Podest: Kwjat war hier Zweiter, Ricciardo Dritter. Am Jahresende belegte Red Bull mit 187 Punkten den vierten Rang der Konstrukteurswertung.
In der zweiten Saisonhälfte 2015 war die Zukunft des Rennstalls für mehrere Monate offen. Da Red Bull vor allem den Motorenpartner Renault für das schwache Abschneiden des Teams verantwortlich machte, kündigte das Team im Spätsommer den Motorenvertrag mit Wirkung zum Jahresende, ohne für 2016 eine verbindliche Aussicht einen Ersatzmotor zu haben.
Red Bull bemühte sich in den folgenden Monaten sowohl um Mercedes- als auch um Ferrari- und Honda-Motoren, Mercedes und Ferrari lehnten eine Zusammenarbeit mit Red Bull wiederholt ab. Ferrari war nicht bereit, Red Bull mit Motoren auszurüsten, die sich auf dem gleichen Entwicklungsstand befinden wie die des Werksteams; Red Bull andererseits wollte – anders als das Juniorteam Toro Rosso – keine Triebwerke mit dem Entwicklungsstand des Vorjahres einsetzen. Honda war nach eigenem Bekunden zwar interessiert, künftig mehr als ein Team auszurüsten; eine Motorenlieferung an Red Bull für die Saison 2016 scheiterte aber an einem ein Veto von McLaren Racing, das auf der Exklusivität der Beziehung McLaren-Honda bestand.
Bis Ende November 2015 hatte Red Bull keinen Motorenvertrag für 2016 unterzeichnet. Die Situation wurde dadurch erschwert, dass der bisherige Motorenhersteller Renault bis November 2015 keine Entscheidung über eine Fortsetzung des Formel-1-Engagements oder den vollständigen Rückzug getroffen hatte. Während Red Bulls Entwicklungsabteilung seit Herbst für die kommende Saison an Chassisstrukturen arbeitete, die vier verschiedene Motoren aufnehmen konnten, stellte Teaminhaber Mateschitz wiederholt den Ausstieg von Red Bull und Toro Rosso aus der Formel 1 als „realistisches Szenario“ dar.
Erst Anfang Dezember 2015, nachdem Renault die Übernahme des Lotus-Teams als Basis für ein künftiges eigenes Werksteam beschlossen hatte, einigten sich Red Bull und Renault über eine langfristige Fortsetzung der Motorenpartnerschaft. Red Bull trat danach ab 2016 mit Motoren von Renault an, die als TAG Heuer bezeichnet wurden.

#### 2016

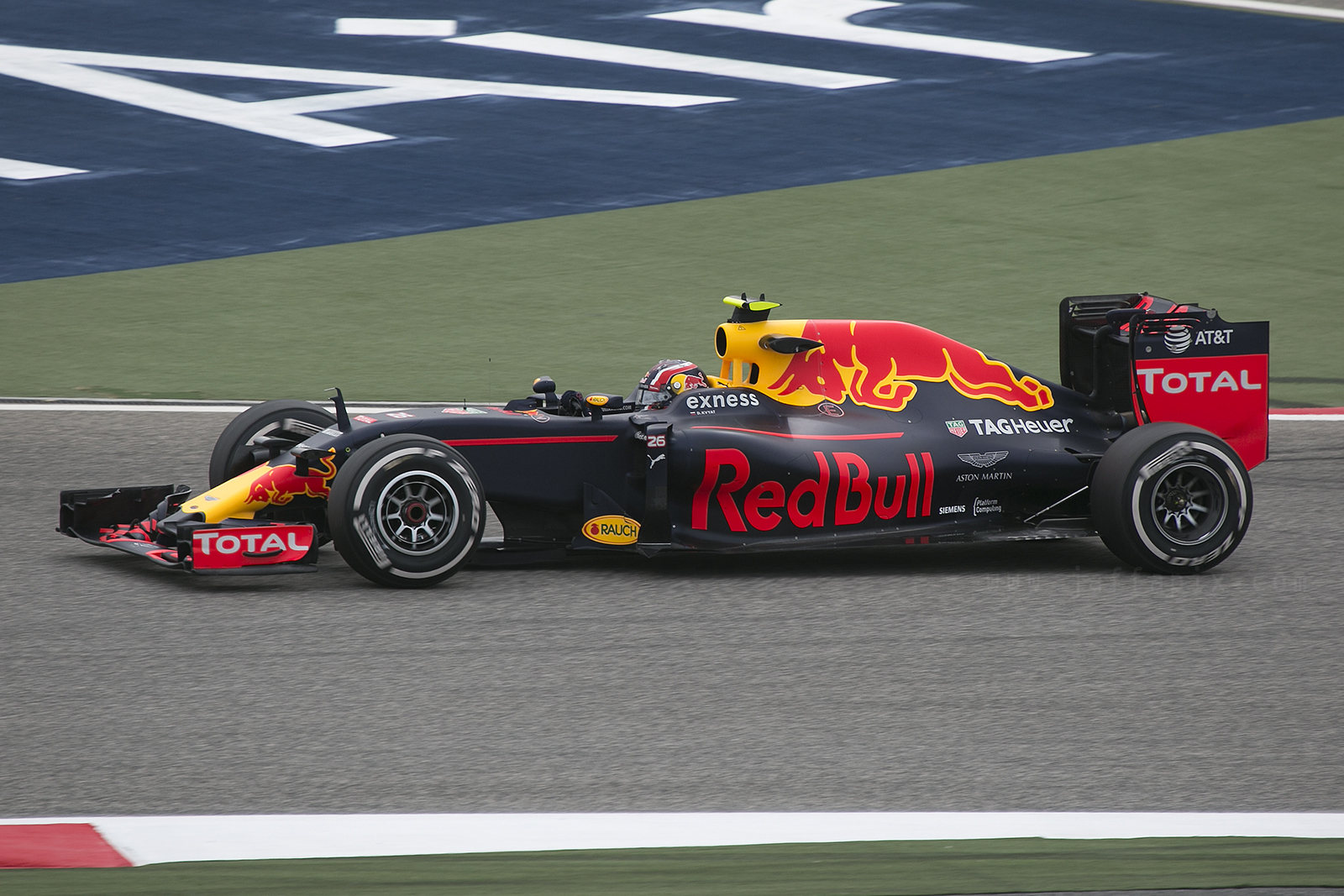
Daniil Kwjat im Red Bull RB12 beim Großen Preis von Bahrain 2016

In der Saison 2016 trat das Team mit dem RB12 an, der erneut unter der Leitung von Adrian Newey entwickelt wurde. Die Antriebstechnik kam wiederum von Renault. In den ersten vier Rennen des Jahres startete Red Bull mit Daniel Ricciardo und Daniil Kwjat als Stammfahrer. Ricciardo beendete die ersten drei Saisonrennen jeweils als Vierter. Kwjat konnte am Auftaktrennen in Australien aufgrund technischer Probleme nicht teilnehmen: Am Ende der Einführungsrunde blieb Kwjat auf der Start-Ziel-Geraden stehen, der Start wurde abgebrochen und eine zweite Einführungsrunde gefahren. Kwjats Wagen wurde in die Boxengasse geschoben, es gelang dem Team aber nicht, das Fahrzeug wieder auf die Strecke zu schicken. In China belegte er mit dem dritten Platz das bis dahin beste Ergebnis seines Teams in diesem Jahr. Beim Großen Preis von Russland verursachte Kwjat in der ersten Runde eine Kollision mit Sebastian Vettel, der daraufhin ausfiel.
Da es bereits bei vorangegangenen Rennen wiederholt zu Berührungen zwischen Kwjat und Vettel gekommen war, entschied sich die Teamleitung nach dem Rennen in Sochi für eine Sanktionierung Kwjats: Mit Wirkung zum anschließenden Rennen in Spanien wurde Kwjat zu Red Bulls Schwesterteam Toro Rosso versetzt, während der bisherige Toro-Rosso-Pilot Max Verstappen Kwjats Platz bei Red Bull einnahm.
In Spanien gelang Verstappen bereits in seinem ersten Rennen für Red Bull sein erster Formel-1-Sieg, der auch gleichzeitig den ersten Saisonsieg für das Team bedeutete. Mit diesem Sieg wurde Verstappen darüber hinaus mit 18 Jahren und 228 Tagen zum bisher jüngsten Formel-1-Sieger. Auch im weiteren Saisonverlauf konnte man regelmäßige Podestplatzierungen erreichen. In Malaysia gelang Red Bull durch Ricciardo ein weiterer Sieg, der durch Verstappens zweiten Platz sogar zu einem Doppelsieg für das Team wurde. Mit insgesamt 468 Punkten belegte man am Saisonende den zweiten Platz in der Konstrukteurswertung.

#### 2017

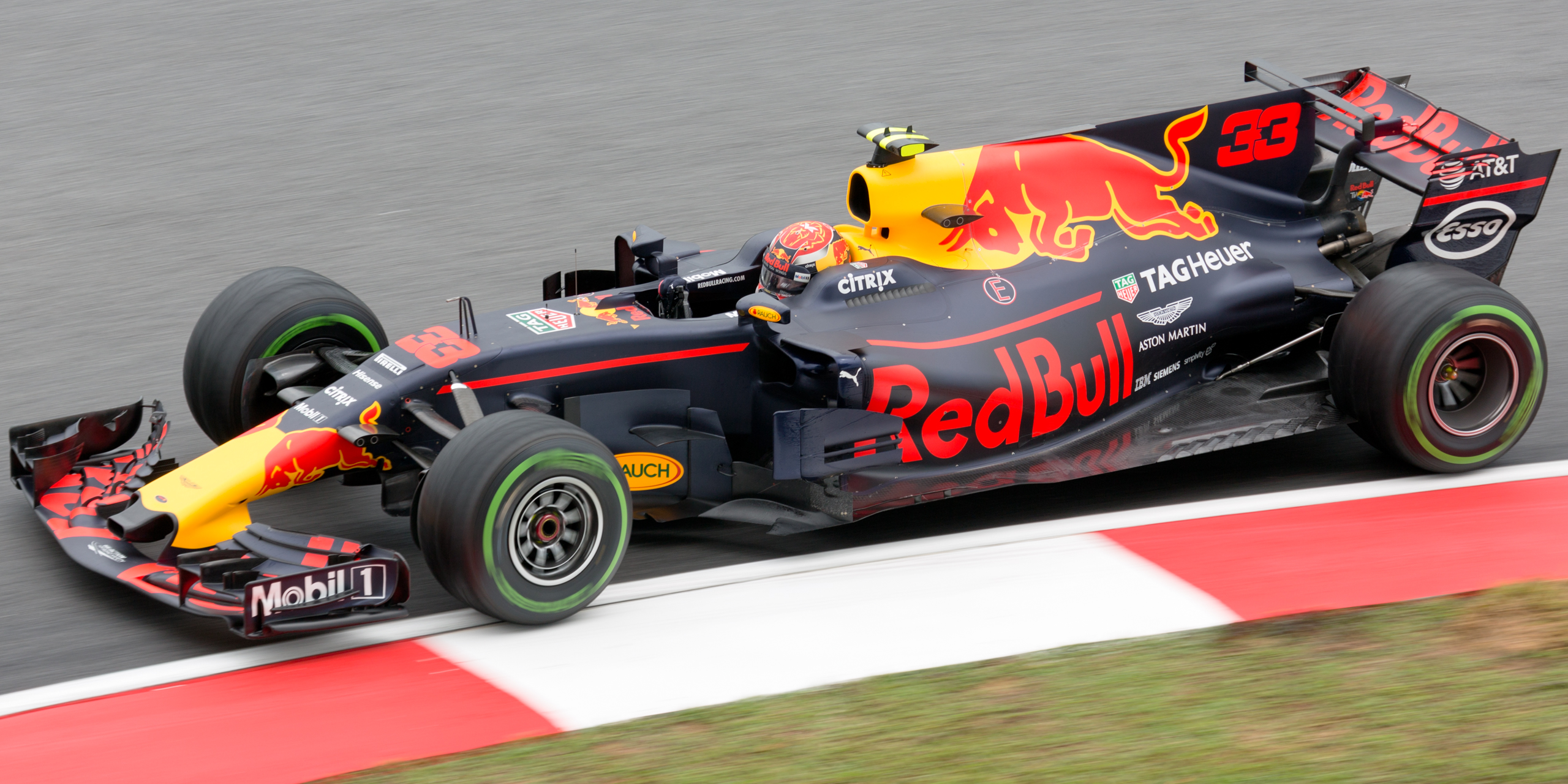
Max Verstappen beim Großen Preis von Malaysia 2017

In der Saison 2017 ging Red Bull erneut mit Daniel Ricciardo und Max Verstappen an den Start. Einsatzfahrzeug war der Red Bull RB13, der wiederum von einem als TAG Heuer bezeichneten Renault-Motor angetrieben wurde. In diesem Jahr kehrte auch das Schwesterteam Toro Rosso zu Renault-Motoren zurück. Im Laufe der Saison gab es diverse Probleme mit dem Renault-Motor. Das Team beklagte ein Leistungsdefizit im Vergleich zu den Motoren von Mercedes und Ferrari. Hinzu kamen Zuverlässigkeitsprobleme, die sich vor allem bei Verstappen bemerkbar machten.
Verstappen fiel viermal nach Defekten des Motors und der Elektrik aus. Darüber hinaus war er dreimal an Unfällen in der ersten Rennrunde beteiligt, aufgrund derer er jeweils ausfiel. Im Laufe der Saison gewann Verstappen zwei Rennen – die Großen Preise von Malaysia und Mexiko – und kam im Übrigen je einmal als Zweiter und Dritter ins Ziel. Ricciardo erzielte nur einen Sieg in Aserbaidschan, belegte aber siebenmal den dritten Platz und beendete die Saison mit 200 Punkten auf Rang fünf der Fahrerwertung. Verstappen wurde mit 168 Punkten Sechster. In der Konstrukteurswertung fiel Red Bull hinter Ferrari zurück auf Rang drei.

#### 2018

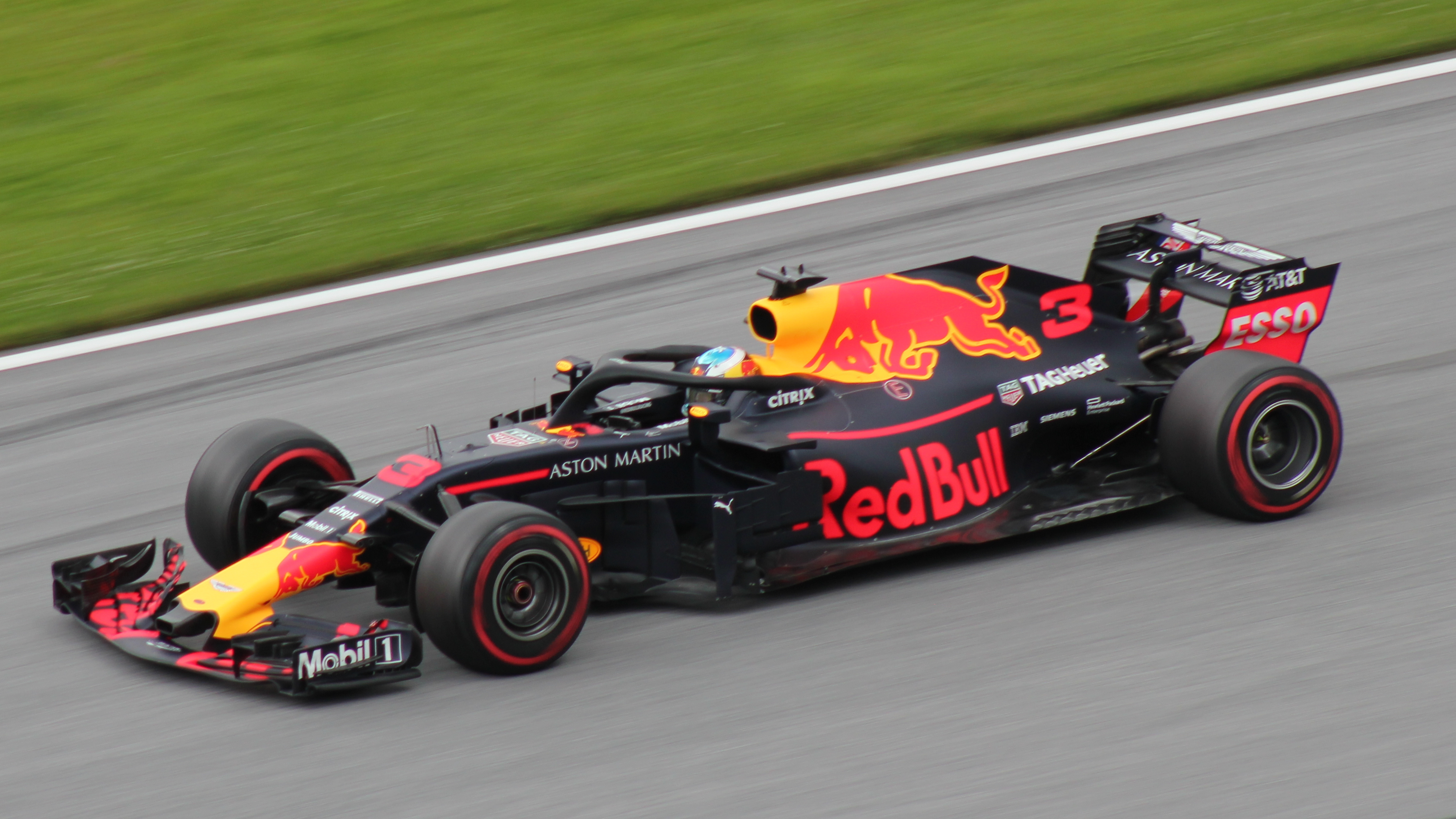
Daniel Ricciardo beim Großen Preis von Österreich 2018

2018 startete Red Bull erneut mit Ricciardo und Verstappen. Einsatzfahrzeug war der RB14, der wie in den Jahren zuvor von einem Renault-Motor angetrieben wird. Das Schwesterteam Toro Rosso hingegen verwendete in dieser Saison exklusiv einen Motor von Honda.
Mit vier Siegen (je zwei von jedem Fahrer) und 419 Punkten wurde das Team wie im Vorjahr Dritter der Konstrukteurswertung. In der Fahrerwertung belegte Verstappen Rang vier und Ricciardo Rang sechs.

#### 2019
Zur Saison 2019 wechselte Red Bull Racing nach einer jahrelangen Partnerschaft mit Renault zu Motoren von Honda. Daniel Ricciardo verließ zum Ende der Saison 2018 das Team und wechselte zu Renault. Als Ersatz wurde Pierre Gasly aus dem Schwesterteam Toro Rosso verpflichtet.
Beim Großen Preis von Österreich gelang Max Verstappen der erste Sieg mit dem neuen Honda-Motor. Er gewann außerdem in Deutschland und Brasilien. Zum Großen Preis von Belgien erfolgte ein Tausch bei der Fahrerbesetzung mit der Scuderia Toro Rosso, indem Alexander Albon das Cockpit von Gasly übernahm, der zu Toro Rosso zurückwechselte.
Mit drei Siegen von Verstappen und 417 Punkten wurde das Team wie in den letzten beiden Jahren Dritter der Konstrukteurswertung. In der Fahrerwertung belegte Verstappen Rang drei und Albon Rang acht. Gasly schloss die Saison nach seinem Wechsel zu Toro Rosso als Siebter ab.

#### 2020

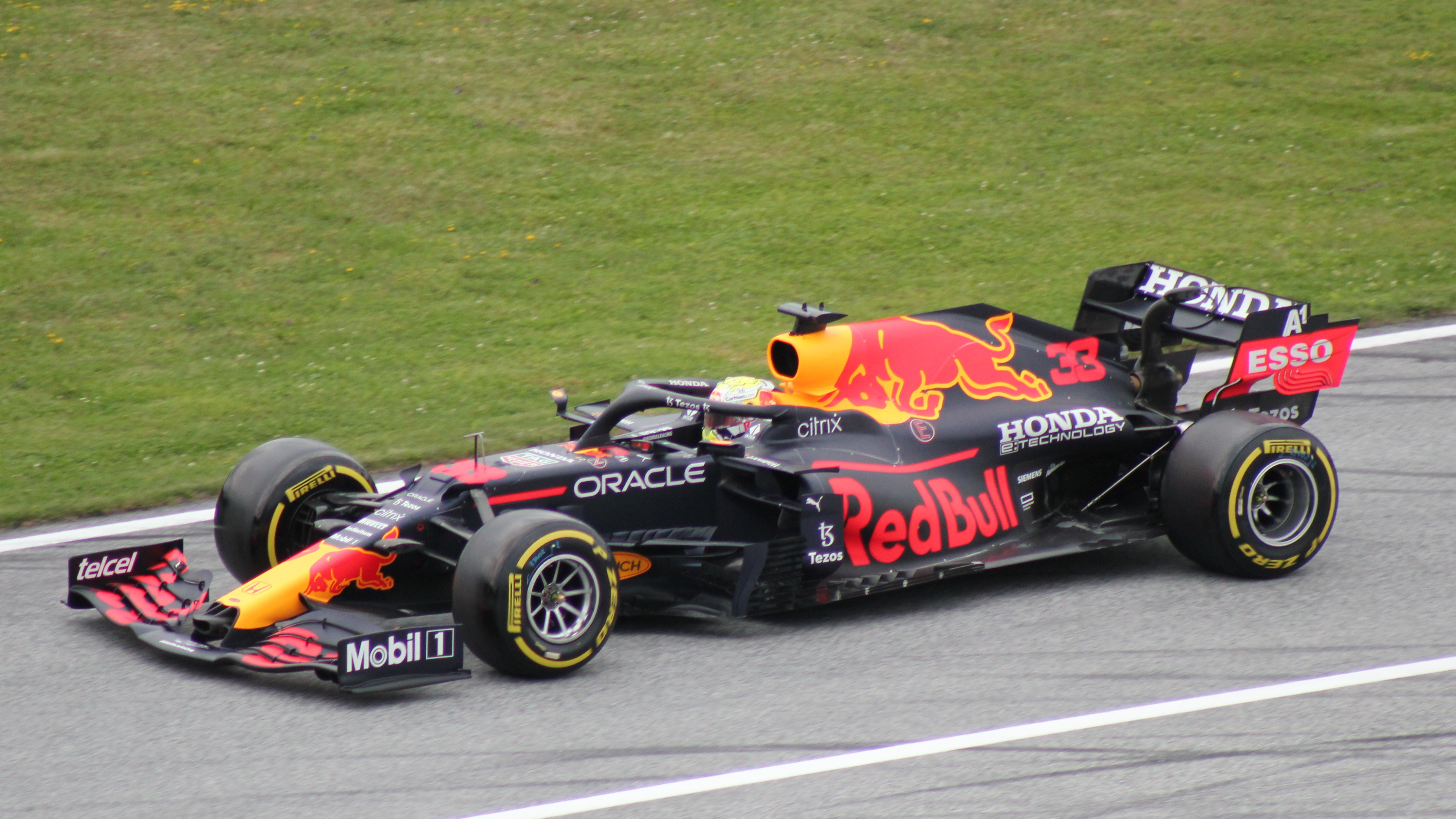
Max Verstappen gewann mit dem Red Bull Racing RB16B 2021 die Fahrer-Weltmeisterschaft

2020 bildeten Verstappen und Albon weiter das Fahrerduo von Red Bull. Nachdem sich der Start der Saison wegen der COVID-19-Pandemie um knapp vier Monate verzögerte, blieb das Team beim Auftakt in Österreich zunächst punktelos. Eine Woche später wurde Verstappen bei einem weiteren Rennen auf dem Red Bull Ring, diesmal erstmals als Großer Preis der Steiermark, Dritter. Alexander Albon egalisierte sein bestes Ergebnis in der Formel 1 und wurde, wie im Vorjahr in Japan, Vierter.
Bei den folgenden Rennen in Ungarn und Großbritannien wurde Verstappen jeweils Zweiter. Den Großen Preis des 70-jährigen Jubiläums gewann er. Dem folgte ein weiterer zweiter Platz Verstappens in Spanien. Beim Großen Preis von Belgien wurde er Dritter. In der Toskana stand auch Alexander Albon als Drittplatzierter erstmals in seiner Formel-1-Karriere auf dem Podium. Die beiden nächsten Rennen in Russland und in der Eifel auf dem Nürburgring beendete Verstappen jeweils auf Platz zwei. In Portugal komplettierte er als Dritter das Podium. Beim Großen Preis von Bahrain sicherten Verstappen als Zweiter und Albon als Dritter vorzeitig den zweiten Platz für Red Bull in der Konstrukteurswertung. Beim Saisonfinale in Abu Dhabi gelang Verstappen von der Pole-Position ein Start-Ziel-Sieg. Es war das erste und einzige Mal im Jahr, dass ein Red Bull auf dem besten Startplatz stand. Außerdem gelang zum ersten Mal in der Saison einem Fahrer ohne Mercedes-Antrieb, auf Pole zu fahren. Red Bull schloss in der Konstrukteurswertung mit 319 Punkten ab. In der Fahrerwertung wurde Verstappen wie im Jahr zuvor Dritter, diesmal mit 214 Punkten. Albon sicherte sich den siebten Platz mit 105 Punkten. Wenige Tage nach dem Saisonfinale gab der Rennstall bekannt, dass Sergio Pérez ab 2021 Teamkollege von Max Verstappen wird. Alexander Albon hingegen wird sowohl bei Red Bull, als auch beim Schwesterteam AlphaTauri Test- und Ersatzfahrer.

#### 2021

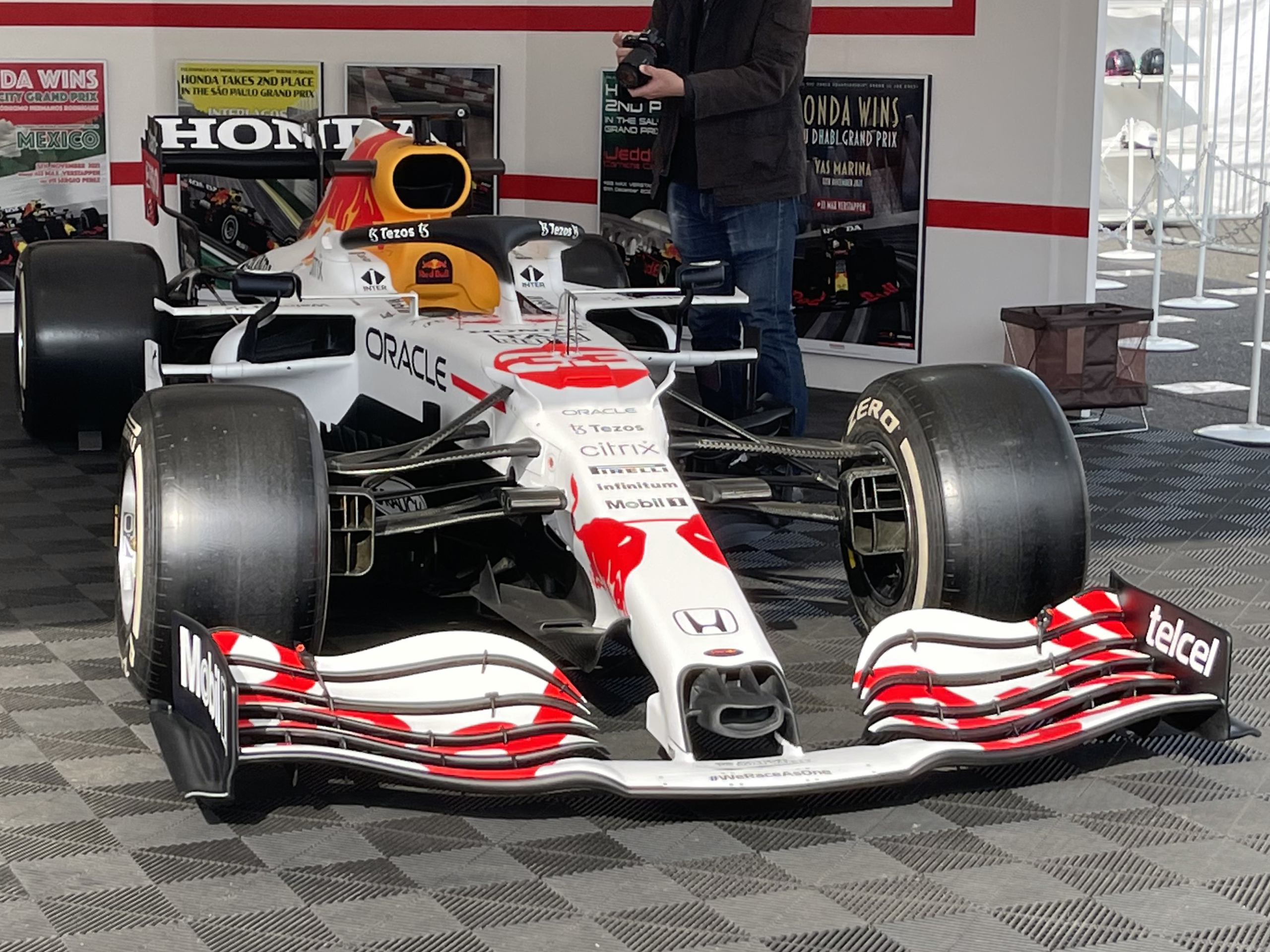
In Istanbul fuhr Red Bull 2021 in einer Speziallackierung zum Abschied von Motorhersteller Honda

Im Jahr 2021 fuhren Max Verstappen und Sergio Pérez für Red Bull. Honda blieb dabei der Motorenhersteller, gab aber Ende 2020 bekannt, sich ab Ende der Saison 2021 aus der Formel 1 zurückzuziehen. Verstappen erreichte dabei den besten Saisonstart in seiner bisherigen Karriere, indem er in den ersten 9 Rennen fünf Siege und drei weitere Podien holte. Pérez konnte beim Großen Preis von Aserbaidschan seinen ersten Sieg im Red Bull holen, Verstappen hingegen schied in dem Rennen aus.
Verstappen konnte bei den Rennen in Frankreich, Österreich und der Steiermark zum ersten Mal in seiner Karriere drei Siege in Folge holen. Beim Großen Preis der Türkei, wo Verstappen Zweiter und Pérez Dritter wurde, fuhren die Fahrer in einer Speziallackierung, welche zum Abschied von Honda aus der Formel 1 entworfen wurde. Verstappen holte in 18 von 22 Rennen mindestens einen Zweiten Platz, wodurch er am Ende der Saison mit 395,5 Punkten Weltmeister wurde. Pérez wurde mit 190 Punkten Vierter. Obwohl Verstappen Weltmeister wurde, konnte Red Bull trotz 585,5 Punkten die Konstrukteurswertung nicht gewinnen.

#### 2022
Ab 2022 war Honda nicht mehr länger offizieller Motorenpartner von Red Bull. Unter dem Namen Red Bull Powertrains setzt Red Bull nun in einer Übergangsphase selbständig die Honda-Motoren ein (allerdings vorerst weiter mit Hilfe von Honda) und will perspektivisch ab 2026 eigene Motoren bauen.
Max Verstappen sicherte sich erneut die Fahrerweltmeisterschaft mit 15 Siegen, was ein Rekord ist. Sergio Perez wurde Dritter, was sein bestes Ergebnis ist. Red Bull Racing wurde zum fünften Mal Konstrukteursweltmeister.

#### 2023
2023 wurde bekannt gegeben, dass Ford ab 2026 bis mindestens 2030 Motorenpartner bei Red Bull Powertrains wird.
Mit dem Sieg von Max Verstappen des Großen Preis von Kanada, erzielte Red Bull Racing den 100. Rennsieg in ihrer Karriere. Somit sind sie das fünfte Team, das jemals die 100 Siege erreichte, vor ihnen liegt Williams Racing, das 114 Siege in seiner bisherigen Karriere erreichen konnte. 2023 ist das erste Mal, dass das Team Platz eins und zwei der Fahrerwertung belegt.
Red Bull Powertrains wurde neuer Motorhersteller mit Kooperation von Honda. Diese Kooperation soll bis 2025 gelten.

#### 2025
Mit Liam Lawson erhielt Verstappen für die Saison 2025 einen neuen Teamkollegen. Beim Saisonauftakt in Melbourne wurde schnell klar, dass es Red Bull nicht gelungen war, die Lücke zu McLaren hinreichend zu schließen, im Qualifying gelang Verstappen lediglich ein dritter Platz hinter den beiden McLaren-Piloten, ihm fehlten knapp drei Zehntelsekunden auf den zweitplatzierten Oscar Piastri und knapp vier auf Polesetter Lando Norris. Lawson erlebte ein schwieriges Debüt für das Team, aufgrund von Problemen mit seinem Auto konnte er am dritten freien Training größtenteils nicht teilnehmen und kam im Qualifying nicht über Platz 18 hinaus. Im Rennen konnte Verstappen noch den zweiten Platz holen, Lawson verunfallte auf nasser Strecke und konnte das Rennen nicht beenden. In Shanghai zeichnete sich ein ähnliches Bild ab, während Verstappen sich auf Platz 2 im Sprint und Platz 4 im Rennen qualifizierte, schied Lawson in beiden Sessions als Letztplatzierter bereits im jeweils ersten Segment aus. Verstappen beendete den Sprint auf Rang 2 und das Rennen auf Rang 4, Lawson blieb mit Platz 14 im Sprint und Platz 12 im Rennen weiterhin punktelos. Als Reaktion auf Lawsons bisherige Performance gab das Team am 27. März 2025 bekannt, dass Lawson nach nur zwei Rennen zu den Racing Bulls zurückkehrt und an seiner Stelle Yūki Tsunoda Teamkollege von Verstappen wird.
Verstappen erzielte in Suzuka seine erste Pole-Position der Saison, Tsunoda qualifizierte sich bei seinem Red-Bull-Debüt und Heimrennen auf Rang 15. Die Pole-Position konnte Verstappen dann im Rennen auch in einen Sieg umsetzen, während Tsunoda mit Platz 12 Punkte verpasste. In Sachir gelangten erstmals in der Saison beiden Red Bull, sich unter den ersten Zehn zu qualifizieren (Verstappen Siebter, Tsunoda Zehnter). Im Rennen konnten dann beide jeweils eine Position gutmachen, sie beendeten das Rennen also auf den Rängen 6 und 9. Tsunoda erzielte damit seine ersten Punkte für das Team. 
Im weiteren Saisonverlauf zeichnete sich ab, dass das Team damit zu kämpfen hatte, ein Abstimmungsfenster zu finden, das es beiden Fahrern erlaubt, konkurrenzfähig zu fahren. Während Tsunoda eher sporadisch punktete, erzielte Verstappen bisher in jedem Rennen, das er beendete, Punkte, und stand nach zwölf von 24 Saisonrennen insgesamt fünfmal auf dem Podium, zwei dieser Podiumsplatzierungen waren Siege. Zudem startete er zu diesem Zeitpunkt in dieser Saison viermal von der Pole-Position. Jedoch gab Verstappen (überwiegend während der Rennen per Boxenfunk) zu, das auch er stellenweise mit der Fahrweise des RB21 zu kämpfen habe.
Am 9. Juli 2025 trennte sich das Team während der laufenden Saison nach 20 Jahren von Teamchef Horner. Als sein Nachfolger wurde im gleichen Zug Laurent Mekies, bisheriger Teamchef bei Racing Bulls, bestätigt.

## Zahlen und Daten

### Statistik in der Formel 1
Stand: Großer Preis von Ungarn, 3. August 2025
| Saison | Teamname                     | Chassis               | Motor                    | Reifen | Grand Prix | Siege | Zweiter | Dritter | Poles | schn. Runden | Punkte | WM-Rang |
| ------ | ---------------------------- | --------------------- | ------------------------ | ------ | ---------- | ----- | ------- | ------- | ----- | ------------ | ------ | ------- |
| 2005   | Red Bull Racing              | Red Bull RB1          | Cosworth 3.0 V10         | M      | 18         | –     | –       | –       | –     | –            | 34     | 7.      |
| 2006   | Red Bull Racing              | Red Bull RB2          | Ferrari 2.4 V8           | M      | 18         | –     | –       | 1       | –     | –            | 16     | 7.      |
| 2007   | Red Bull Racing              | Red Bull RB3          | Renault 2.4 V8           | B      | 17         | –     | –       | 1       | –     | –            | 24     | 5.      |
| 2008   | Red Bull Racing              | Red Bull RB4          | Renault 2.4 V8           | B      | 18         | –     | –       | 1       | –     | –            | 29     | 7.      |
| 2009   | Red Bull Racing              | Red Bull RB5/RB5B     | Renault 2.4 V8           | B      | 17         | 6     | 6       | 4       | 5     | 6            | 153,5  | 2.      |
| 2010   | Red Bull Racing              | Red Bull RB6          | Renault 2.4 V8           | B      | 19         | 9     | 6       | 5       | 15    | 6            | 498    | 1.      |
| 2011   | Red Bull Racing              | Red Bull RB7          | Renault 2.4 V8           | P      | 19         | 12    | 7       | 8       | 18    | 10           | 650    | 1.      |
| 2012   | Red Bull Racing              | Red Bull RB8          | Renault 2.4 V8           | P      | 20         | 7     | 4       | 3       | 8     | 7            | 460    | 1.      |
| 2013   | Infiniti Red Bull Racing     | Red Bull RB9          | Renault 2.4 V8           | P      | 19         | 13    | 6       | 5       | 11    | 12           | 596    | 1.      |
| 2014   | Infiniti Red Bull Racing     | Red Bull RB10         | Renault Energy F1 2014   | P      | 19         | 3     | 1       | 8       | –     | 3            | 405    | 2.      |
| 2015   | Infiniti Red Bull Racing     | Red Bull RB11         | Renault Energy F1 2015   | P      | 19         | –     | 2       | 1       | –     | 3            | 187    | 4.      |
| 2016   | Red Bull Racing              | Red Bull RB12         | Renault TAG Heuer        | P      | 21         | 2     | 8       | 6       | 1     | 5            | 468    | 2.      |
| 2017   | Red Bull Racing              | Red Bull RB13         | Renault TAG Heuer        | P      | 20         | 3     | 2       | 8       | –     | 2            | 368    | 3.      |
| 2018   | Aston Martin Red Bull Racing | Red Bull Racing RB14  | Renault TAG Heuer        | P      | 21         | 4     | 4       | 5       | 2     | 6            | 419    | 3.      |
| 2019   | Aston Martin Red Bull Racing | Red Bull Racing RB15  | Honda 1.6 V6 Hybrid      | P      | 21         | 3     | 2       | 4       | 2     | 5            | 417    | 3.      |
| 2020   | Aston Martin Red Bull Racing | Red Bull Racing RB16  | Honda 1.6 V6 Hybrid      | P      | 17         | 2     | 6       | 5       | 1     | 3            | 319    | 2.      |
| 2021   | Red Bull Racing Honda        | Red Bull Racing RB16B | Honda 1.6 V6 Hybrid      | P      | 22         | 11    | 8       | 4       | 10    | 8            | 585,5  | 2.      |
| 2022   | Red Bull Racing RBPT         | Red Bull Racing RB18  | Honda RBPT 1.6 V6 Hybrid | P      | 22         | 17    | 8       | 3       | 8     | 8            | 759    | 1.      |
| 2023   | Red Bull Racing RBPT         | Red Bull Racing RB19  | Honda RBPT 1.6 V6 Hybrid | P      | 22         | 21    | 6       | 3       | 14    | 11           | 860    | 1.      |
| 2024   | Red Bull Racing RBPT         | Red Bull Racing RB20  | Honda RBPT 1.6 V6 Hybrid | P      | 24         | 9     | 7       | 2       | 8     | 4            | 589    | 3.      |
| 2025   | Red Bull Racing RBPT         | Red Bull Racing RB21  | Honda RBPT 1.6 V6 Hybrid | P      | 14         | 2     | 3       | –       | 4     | 1            | 194    | 4.      |
| Gesamt | Gesamt                       | Gesamt                | Gesamt                   | Gesamt | 407        | 124   | 86      | 77      | 107   | 100          | 8031,0 |         |

### Alle Fahrer von Red Bull Racing in der Formel 1
Stand: Großer Preis von Ungarn, 3. August 2025
| Name              | Jahre     | Grand Prix | Punkte | Siege | Zweiter | Dritter | Poles | SR | beste WM-Pos.          |
| ----------------- | --------- | ---------- | ------ | ----- | ------- | ------- | ----- | -- | ---------------------- |
| Max Verstappen    | 2016–     | 200        | 3148,5 | 65    | 35      | 17      | 45    | 34 | 1. (2021-2024)         |
| Mark Webber       | 2007–2013 | 129        | 978,5  | 9     | 16      | 16      | 13    | 19 | 03. (2010, 2011, 2013) |
| Sebastian Vettel  | 2009–2014 | 113        | 1577   | 38    | 14      | 13      | 44    | 24 | 01. (2010-2013)        |
| Daniel Ricciardo  | 2014–2018 | 100        | 956    | 7     | 6       | 16      | 3     | 13 | 03. (2014, 2016)       |
| Sergio Pérez      | 2021–2024 | 90         | 932    | 5     | 14      | 10      | 3     | 8  | 2. (2023)              |
| David Coulthard   | 2005–2008 | 71         | 60     | –     | –       | 2       | –     | –  | 10. (2007)             |
| Christian Klien   | 2005–2006 | 28         | 11     | –     | –       | –       | –     | –  | 15. (2005)             |
| Alexander Albon   | 2019–2020 | 26         | 181    | –     | –       | 2       | –     | –  | 7. (2020)              |
| Daniil Kwjat      | 2015–2016 | 21         | 116    | –     | 1       | 1       | –     | –  | 7. (2015)              |
| Yuki Tsunoda      | 2025–     | 12         | 7      | –     | –       | –       | –     | –  | –.                     |
| Pierre Gasly      | 2019      | 12         | 63     | –     | –       | –       | –     | 2  | 7. (2019)              |
| Vitantonio Liuzzi | 2005      | 4          | 1      | –     | –       | –       | –     | –  | 24. (2005)             |
| Robert Doornbos   | 2006      | 3          | –      | –     | –       | –       | –     | –  | 24. (2006)             |
| Liam Lawson       | 2025      | 2          | –      | –     | –       | –       | –     | –  | –.                     |

Aktuelle Fahrer sind in gelb dargestellt.

### Ergebnisse in der Formel 1

#### 2005 bis 2019
| Saison | Chassis   | Fahrer        | Nr. | 1   | 2   | 3   | 4   | 5   | 6   | 7   | 8   | 9   | 10  | 11  | 12  | 13  | 14  | 15  | 16  | 17  | 18  | 19  | 20  | 21 | Punkte | Rang |
| ------ | --------- | ------------- | --- | --- | --- | --- | --- | --- | --- | --- | --- | --- | --- | --- | --- | --- | --- | --- | --- | --- | --- | --- | --- | -- | ------ | ---- |
| 2005   | RB1       |               |     |     |     |     |     |     |     |     |     |     |     |     |     |     |     |     |     |     |     |     |     |    | 34     | 7.   |
| 2005   | RB1       | D. Coulthard  | 14  | 4   | 6   | 8   | 11  | 8   | DNF | 4   | 7   | DNS | 10  | 13  | 7   | DNF | 7   | 15  | DNF | DNF | 6   | 9   |     |    | 34     | 7.   |
| 2005   | RB1       | C. Klien      | 15  | 7   | 8   | DNS |     |     |     |     | 8   | DNS | DNF | 15  | 9   | DNF | 8   | 13  | 9   | 9   | 9   | 5   |     |    | 34     | 7.   |
| 2005   | RB1       | V. Liuzzi     | 15  |     |     |     | 8   | DNF | DNF | 9   |     |     |     |     |     |     |     |     |     |     |     |     |     |    | 34     | 7.   |
| 2006   | RB2       |               |     |     |     |     |     |     |     |     |     |     |     |     |     |     |     |     |     |     |     |     |     |    | 16     | 7.   |
| 2006   | RB2       | D. Coulthard  | 14  | 10  | DNF | 8   | DNF | DNF | 14  | 3   | 12  | 8   | 7   | 9   | 11  | 5   | 15* | 12  | 9   | DNF | DNF |     |     |    | 16     | 7.   |
| 2006   | RB2       | C. Klien      | 15  | 8   | DNF | DNF | DNF | DNF | 13  | DNF | 14  | 11  | DNF | 12  | 8   | DNF | 11  | 11  |     |     |     |     |     |    | 16     | 7.   |
| 2006   | RB2       | R. Doornbos   | 15  |     |     |     |     |     |     |     |     |     |     |     |     |     |     |     | 12  | 13  | 12  |     |     |    | 16     | 7.   |
| 2007   | RB3       |               |     |     |     |     |     |     |     |     |     |     |     |     |     |     |     |     |     |     |     |     |     |    | 24     | 5.   |
| 2007   | RB3       | D. Coulthard  | 14  | DNF | DNF | DNF | 5   | 14  | DNF | DNF | 13  | 11  | 5   | 11  | 10  | DNF | DNF | 4   | 8   | 9   |     |     |     |    | 24     | 5.   |
| 2007   | RB3       | M. Webber     | 15  | 13  | 10  | DNF | DNF | DNF | 9   | 7   | 12  | DNF | 3   | 9   | DNF | 9   | 7   | DNF | 10  | DNF |     |     |     |    | 24     | 5.   |
| 2008   | RB4       |               |     |     |     |     |     |     |     |     |     |     |     |     |     |     |     |     |     |     |     |     |     |    | 29     | 7.   |
| 2008   | RB4       | D. Coulthard  | 09  | DNF | 9   | 18  | 12  | 9   | DNF | 3   | 9   | DNF | 13  | 11  | 17  | 11  | 16  | 7   | DNF | 10  | DNF |     |     |    | 29     | 7.   |
| 2008   | RB4       | M. Webber     | 10  | DNF | 7   | 7   | 5   | 7   | 4   | 12  | 6   | 10  | DNF | 9   | 12  | 8   | 8   | DNF | 8   | 14  | 9   |     |     |    | 29     | 7.   |
| 2009   | RB5, RB5B |               |     |     |     |     |     |     |     |     |     |     |     |     |     |     |     |     |     |     |     |     |     |    | 153,5  | 2.   |
| 2009   | RB5, RB5B | M. Webber     | 14  | 12  | 6   | 2   | 11  | 3   | 5   | 2   | 2   | 1   | 3   | 9   | 9   | DNF | DNF | 17  | 1   | 2   |     |     |     |    | 153,5  | 2.   |
| 2009   | RB5, RB5B | S. Vettel     | 15  | 13* | 15* | 1   | 2   | 4   | DNF | 3   | 1   | 2   | DNF | DNF | 3   | 8   | 4   | 1   | 4   | 1   |     |     |     |    | 153,5  | 2.   |
| 2010   | RB6       |               |     |     |     |     |     |     |     |     |     |     |     |     |     |     |     |     |     |     |     |     |     |    | 498    | 1.   |
| 2010   | RB6       | S. Vettel     | 05  | 4   | DNF | 1   | 6   | 3   | 2   | DNF | 4   | 1   | 7   | 3   | 3   | 15  | 4   | 2   | 1   | DNF | 1   | 1   |     |    | 498    | 1.   |
| 2010   | RB6       | M. Webber     | 06  | 8   | 9   | 2   | 8   | 1   | 1   | 3   | 5   | DNF | 1   | 6   | 1   | 2   | 6   | 3   | 2   | DNF | 2   | 8   |     |    | 498    | 1.   |
| 2011   | RB7       |               |     |     |     |     |     |     |     |     |     |     |     |     |     |     |     |     |     |     |     |     |     |    | 650    | 1.   |
| 2011   | RB7       | S. Vettel     | 01  | 1   | 1   | 2   | 1   | 1   | 1   | 2   | 1   | 2   | 4   | 2   | 1   | 1   | 1   | 3   | 1   | 1   | DNF | 2   |     |    | 650    | 1.   |
| 2011   | RB7       | M. Webber     | 02  | 5   | 4   | 3   | 2   | 4   | 4   | 3   | 3   | 3   | 3   | 5   | 2   | DNF | 3   | 4   | 3   | 4   | 4   | 1   |     |    | 650    | 1.   |
| 2012   | RB8       |               |     |     |     |     |     |     |     |     |     |     |     |     |     |     |     |     |     |     |     |     |     |    | 460    | 1.   |
| 2012   | RB8       | S. Vettel     | 01  | 2   | 11  | 5   | 1   | 6   | 4   | 4   | DNF | 3   | 5   | 4   | 2   | 22* | 1   | 1   | 1   | 1   | 3   | 2   | 6   |    | 460    | 1.   |
| 2012   | RB8       | M. Webber     | 02  | 4   | 4   | 4   | 4   | 11  | 1   | 7   | 4   | 1   | 8   | 8   | 6   | 20* | 11  | 9   | 2   | 3   | DNF | DNF | 4   |    | 460    | 1.   |
| 2013   | RB9       |               |     |     |     |     |     |     |     |     |     |     |     |     |     |     |     |     |     |     |     |     |     |    | 596    | 1.   |
| 2013   | RB9       | S. Vettel     | 01  | 3   | 1   | 4   | 1   | 4   | 2   | 1   | DNF | 1   | 3   | 1   | 1   | 1   | 1   | 1   | 1   | 1   | 1   | 1   |     |    | 596    | 1.   |
| 2013   | RB9       | M. Webber     | 02  | 6   | 2   | DNF | 7   | 5   | 3   | 4   | 2   | 7   | 4   | 5   | 3   | 15* | DNF | 2   | DNF | 2   | 3   | 2   |     |    | 596    | 1.   |
| 2014   | RB10      |               |     |     |     |     |     |     |     |     |     |     |     |     |     |     |     |     |     |     |     |     |     |    | 405    | 2.   |
| 2014   | RB10      | S. Vettel     | 01  | DNF | 3   | 6   | 5   | 4   | DNF | 3   | DNF | 5   | 4   | 7   | 5   | 6   | 2   | 3   | 8   | 7   | 5   | 8   |     |    | 405    | 2.   |
| 2014   | RB10      | D. Ricciardo  | 03  | DSQ | DNF | 4   | 4   | 3   | 3   | 1   | 8   | 3   | 6   | 1   | 1   | 5   | 3   | 4   | 7   | 3   | DNF | 4   |     |    | 405    | 2.   |
| 2015   | RB11      |               |     |     |     |     |     |     |     |     |     |     |     |     |     |     |     |     |     |     |     |     |     |    | 187    | 4.   |
| 2015   | RB11      | D. Ricciardo  | 03  | 6   | 10  | 9   | 6   | 7   | 5   | 13  | 10  | DNF | 3   | DNF | 8   | 2   | 15  | 15  | 10  | 5   | 11  | 6   |     |    | 187    | 4.   |
| 2015   | RB11      | D. Kwjat      | 26  | DNS | 9   | DNF | 9   | 10  | 4   | 9   | 12  | 6   | 2   | 4   | 10  | 6   | 13  | 5   | 13  | 4   | 7   | 10  |     |    | 187    | 4.   |
| 2016   | RB12      |               |     |     |     |     |     |     |     |     |     |     |     |     |     |     |     |     |     |     |     |     |     |    | 468    | 2.   |
| 2016   | RB12      | D. Ricciardo  | 03  | 4   | 4   | 4   | 11  | 4   | 2   | 7   | 7   | 5   | 4   | 3   | 2   | 2   | 5   | 2   | 1   | 6   | 3   | 3   | 8   | 5  | 468    | 2.   |
| 2016   | RB12      | D. Kwjat      | 26  | DNS | 7   | 3   | 15  |     |     |     |     |     |     |     |     |     |     |     |     |     |     |     |     |    | 468    | 2.   |
| 2016   | RB12      | M. Verstappen | 33  |     |     |     |     | 1   | DNF | 4   | 8   | 2   | 2   | 5   | 3   | 11  | 7   | 6   | 2   | 2   | DNF | 4   | 3   | 4  | 468    | 2.   |
| 2017   | RB13      |               |     |     |     |     |     |     |     |     |     |     |     |     |     |     |     |     |     |     |     |     |     |    | 368    | 3.   |
| 2017   | RB13      | D. Ricciardo  | 03  | DNF | 4   | 5   | DNF | 3   | 3   | 3   | 1   | 3   | 5   | DNF | 3   | 4   | 2   | 3   | 3   | DNF | DNF | 6   | DNF |    | 368    | 3.   |
| 2017   | RB13      | M. Verstappen | 33  | 5   | 3   | DNF | 5   | DNF | 5   | DNF | DNF | DNF | 4   | 5   | DNF | 10  | DNF | 1   | 2   | 4   | 1   | 5   | 5   |    | 368    | 3.   |
| 2018   | RB14      |               |     |     |     |     |     |     |     |     |     |     |     |     |     |     |     |     |     |     |     |     |     |    | 419    | 3.   |
| 2018   | RB14      | D. Ricciardo  | 03  | 4   | DNF | 1   | DNF | 5   | 1   | 4   | 4   | DNF | 5   | DNF | 4   | DNF | DNF | 6   | 6   | 4   | DNF | DNF | 4   | 4  | 419    | 3.   |
| 2018   | RB14      | M. Verstappen | 33  | 6   | DNF | 5   | DNF | 3   | 9   | 3   | 2   | 1   | 15* | 4   | DNF | 3   | 5   | 2   | 5   | 3   | 2   | 1   | 2   | 3  | 419    | 3.   |
| 2019   | RB15      |               |     |     |     |     |     |     |     |     |     |     |     |     |     |     |     |     |     |     |     |     |     |    | 417    | 3.   |
| 2019   | RB15      | P. Gasly      | 10  | 11  | 8   | 6   | DNF | 6   | 5   | 8   | 10  | 7   | 4   | 14* | 6   |     |     |     |     |     |     |     |     |    | 417    | 3.   |
| 2019   | RB15      | A. Albon      | 23  |     |     |     |     |     |     |     |     |     |     |     |     | 5   | 6   | 6   | 5   | 4   | 5   | 5   | 14  | 6  | 417    | 3.   |
| 2019   | RB15      | M. Verstappen | 33  | 3   | 4   | 4   | 4   | 3   | 4   | 5   | 4   | 1   | 5   | 1   | 2   | DNF | 8   | 3   | 4   | DNF | 6   | 3   | 1   | 2  | 417    | 3.   |

#### Seit 2020
| Saison | Chassis | Fahrer        | Nr. | 1    | 2   | 3   | 4   | 5   | 6   | 7  | 8   | 9   | 10    | 11  | 12 | 13  | 14    | 15 | 16  | 17  | 18 | 19 | 20  | 21  | 22  | 23  | 24  | Punkte | Rang |
| ------ | ------- | ------------- | --- | ---- | --- | --- | --- | --- | --- | -- | --- | --- | ----- | --- | -- | --- | ----- | -- | --- | --- | -- | -- | --- | --- | --- | --- | --- | ------ | ---- |
| 2020   | RB16    |               |     |      |     |     |     |     |     |    |     |     |       |     |    |     |       |    |     |     |    |    |     |     |     |     |     | 319    | 2.   |
| 2020   | RB16    | A. Albon      | 23  | 13*  | 4   | 5   | 8   | 5   | 8   | 6  | 15  | 3   | 10    | DNF | 12 | 15  | 7     | 3  | 6   | 4   |    |    |     |     |     |     |     | 319    | 2.   |
| 2020   | RB16    | M. Verstappen | 33  | DNF  | 3   | 2   | 2   | 1   | 2   | 3  | DNF | DNF | 2     | 2   | 3  | DNF | 6     | 2  | DNF | 1   |    |    |     |     |     |     |     | 319    | 2.   |
| 2021   | RB16B   |               |     |      |     |     |     |     |     |    |     |     |       |     |    |     |       |    |     |     |    |    |     |     |     |     |     | 585,5  | 2.   |
| 2021   | RB16B   | S. Pérez      | 11  | 5    | 11  | 4   | 5   | 4   | 1   | 3  | 4   | 6   | 16    | DNF | 19 | 8   | 5     | 9  | 3   | 3   | 3  | 4  | 4   | DNF | *15 |     |     | 585,5  | 2.   |
| 2021   | RB16B   | M. Verstappen | 33  | 2    | 1   | 2   | 2   | 1   | 18* | 1  | 1   | 1   | 1DNF1 | 9   | 1  | 1   | 1DNF2 | 2  | 2   | 1   | 1  | 12 | 2   | 2   | 1   |     |     | 585,5  | 2.   |
| 2022   | RB18    |               |     |      |     |     |     |     |     |    |     |     |       |     |    |     |       |    |     |     |    |    |     |     |     |     |     | 759    | 1.   |
| 2022   | RB18    | M. Verstappen | 01  | *19* | 1   | DNF | 1   | 1   | 1   | 3  | 1   | 1   | 7     | 2   | 1  | 1   | 1     | 1  | 1   | 7   | 1  | 1  | 1   | 6   | 1   |     |     | 759    | 1.   |
| 2022   | RB18    | S. Pérez      | 11  | *18* | 4   | 2   | 323 | 4   | 2   | 1  | 2   | DNF | 2     | DNF | 4  | 5   | 2     | 5  | 6   | 1   | 2  | 4  | 3   | 7   | 3   |     |     | 759    | 1.   |
| 2023   | RB19    |               |     |      |     |     |     |     |     |    |     |     |       |     |    |     |       |    |     |     |    |    |     |     |     |     |     | 860    | 1.   |
| 2023   | RB19    | M. Verstappen | 01  | 1    | 2   | 1   | 323 | 1   | C   | 1  | 1   | 1   | 1     | 1   | 1  | 1   | 1     | 1  | 5   | 1   | 12 | 1  | 1   | 1   | 1   | 1   |     | 860    | 1.   |
| 2023   | RB19    | S. Pérez      | 11  | 2    | 1   | 5   | 1   | 2   | C   | 16 | 4   | 6   | 32    | 6   | 3  | 2   | 4     | 2  | 8   | DNF | 10 | 45 | DNF | 43  | 3   | 4   |     | 860    | 1.   |
| 2024   | RB20    |               |     |      |     |     |     |     |     |    |     |     |       |     |    |     |       |    |     |     |    |    |     |     |     |     |     | 589    | 3.   |
| 2024   | RB20    | M. Verstappen | 01  | 1    | 1   | DNF | 1   | 1   | 21  | 1  | 6   | 1   | 1     | 51  | 2  | 5   | 4     | 2  | 6   | 5   | 2  | 31 | 6   | 14  | 5   | 18  | 6   | 589    | 3.   |
| 2024   | RB20    | S. Pérez      | 11  | 2    | 2   | 5   | 2   | 3   | 43  | 8  | DNF | DNF | 8     | 78  | 17 | 7   | 7     | 6  | 8   | 18* | 10 | 7  | 17  | 118 | 10  | DNF | DNF | 589    | 3.   |
| 2025   | RB21    |               |     |      |     |     |     |     |     |    |     |     |       |     |    |     |       |    |     |     |    |    |     |     |     |     |     | 194    | 4.   |
| 2025   | RB21    | M. Verstappen | 01  | 2    | 343 | 1   | 6   | 2   | 4   | 1  | 4   | 10  | 2     | DNF | 5  | 41  | 9     |    |     |     |    |    |     |     |     |     |     | 194    | 4.   |
| 2025   | RB21    | Y. Tsunoda    | 22  |      |     | 12  | 9   | DNF | 106 | 10 | 17  | 13  | 12    | 16  | 15 | 13  | 17    |    |     |     |    |    |     |     |     |     |     | 194    | 4.   |
| 2025   | RB21    | L. Lawson     | 30  | DNF  | 12  |     |     |     |     |    |     |     |       |     |    |     |       |    |     |     |    |    |     |     |     |     |     | 194    | 4.   |

| Legende  | Legende            | Legende                                                          |
| Farbe    | Abkürzung          | Bedeutung                                                        |
| -------- | ------------------ | ---------------------------------------------------------------- |
| Gold     | –                  | Sieg                                                             |
| Silber   | –                  | 2. Platz                                                         |
| Bronze   | –                  | 3. Platz                                                         |
| Grün     | –                  | Platzierung in den Punkten                                       |
| Blau     | –                  | Klassifiziert außerhalb der Punkteränge                          |
| Violett  | DNF                | Rennen nicht beendet (did not finish)                            |
| Violett  | NC                 | nicht klassifiziert (not classified)                             |
| Rot      | DNQ                | nicht qualifiziert (did not qualify)                             |
| Rot      | DNPQ               | in Vorqualifikation gescheitert (did not pre-qualify)            |
| Schwarz  | DSQ                | disqualifiziert (disqualified)                                   |
| Weiß     | DNS                | nicht am Start (did not start)                                   |
| Weiß     | WD                 | zurückgezogen (withdrawn)                                        |
| Hellblau | PO                 | nur am Training teilgenommen (practiced only)                    |
| Hellblau | TD                 | Freitags-Testfahrer (test driver)                                |
| ohne     | DNP                | nicht am Training teilgenommen (did not practice)                |
| ohne     | INJ                | verletzt oder krank (injured)                                    |
| ohne     | EX                 | ausgeschlossen (excluded)                                        |
| ohne     | DNA                | nicht erschienen (did not arrive)                                |
| ohne     | C                  | Rennen abgesagt (cancelled)                                      |
| ohne     | keine WM-Teilnahme |                                                                  |
| sonstige | P/fett             | Pole-Position                                                    |
| sonstige | 1/2/3/4/5/6/7/8    | Punktplatzierung im Sprint-/Qualifikationsrennen                 |
| sonstige | SR/kursiv          | Schnellste Rennrunde                                             |
| sonstige | *                  | nicht im Ziel, aufgrund der zurückgelegten Distanz aber gewertet |
| sonstige | ()                 | Streichresultate                                                 |
| sonstige | unterstrichen      | Führender in der Gesamtwertung                                   |

## Übersicht des aktuellen Personals

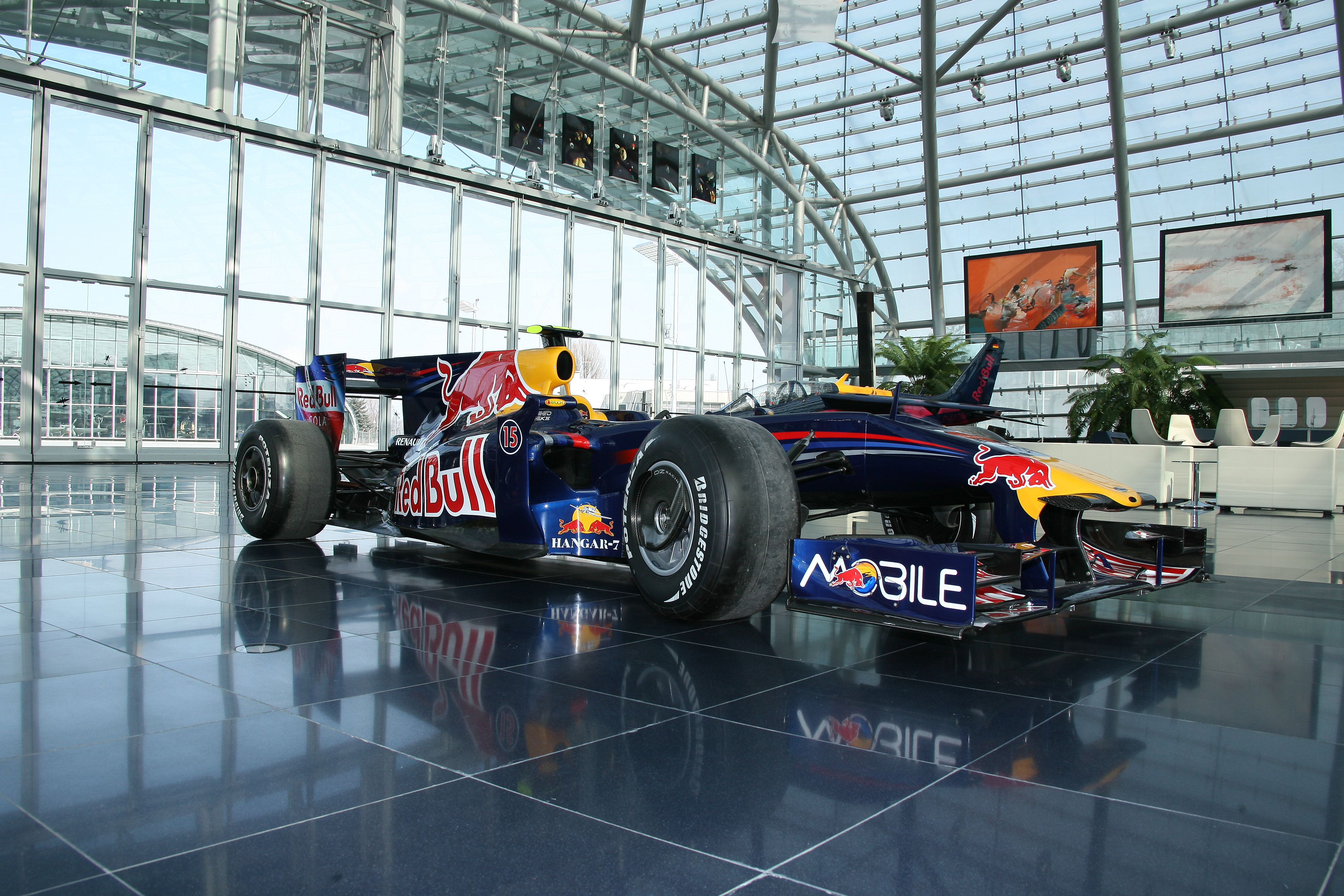
Red Bull RB5 im Hangar-7

| Aufgabenbereich                 | Name               |
| ------------------------------- | ------------------ |
| Stammfahrer                     | Max Verstappen     |
| Stammfahrer                     | Yuki Tsunoda       |
| Testfahrer                      | Ayumu Iwasa        |
| Teamchef                        | Laurent Mekies     |
| Teammanager                     |                    |
| Technischer Direktor            | Pierre Waché       |
| Chefingenieur                   | Paul Monaghan      |
| Chefdesigner                    | Craig Skinner      |
| Chefaerodynamiker               | Enrico Balbo       |
| Leitender Renningenieur         | Gianpiero Lambiase |
| Chefrennstratege                | Hannah Schmitz     |
| Renningenieur Max Verstappen    | Gianpiero Lambiase |
| Renningenieur Yuki Tsunoda      | Richard Wood       |
| Leiter Fahrerentwicklung        | Andy Damerum       |
| Leiter Produktion und Logistik  | Paul Field         |
| Leitender Performance-Ingenieur | Ben Waterhouse     |
| Leiter Kommunikation            | Ben Wyatt          |
| Teameigentümer                  | Red Bull GmbH      |
| Red-Bull-Motorsportkonsulent    | Helmut Marko       |